# ЧМЭ3
ЧМЭ3 (читать: «чмэ-три», чехословацкий маневровый (тепловоз) с электрической передачей, 3-й тип) — тепловоз для поставок в СССР производства чехословацкой компании ČKD Praha с осевой формулой 30−30.
На его базе был создан тепловоз европейской колеи для железных дорог самой Чехословакии (ČSD) серии T669, отличавшийся в основном шириной колеи и типом сцепки, а также ряд аналогичных тепловозов для других стран.

## История

### Создание и выпуск

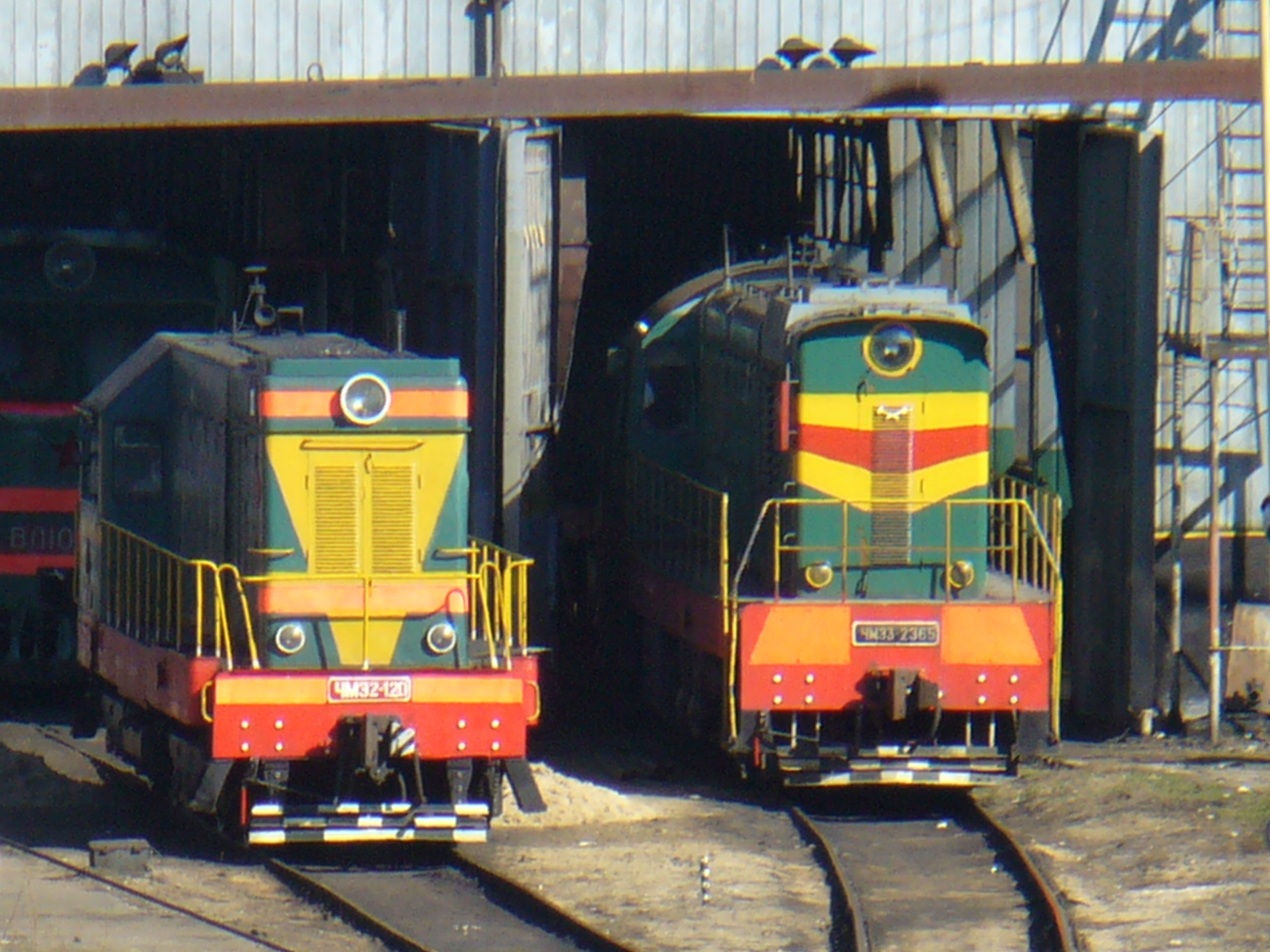
Тепловоз ЧМЭ3 (справа) и его предшественник ЧМЭ2

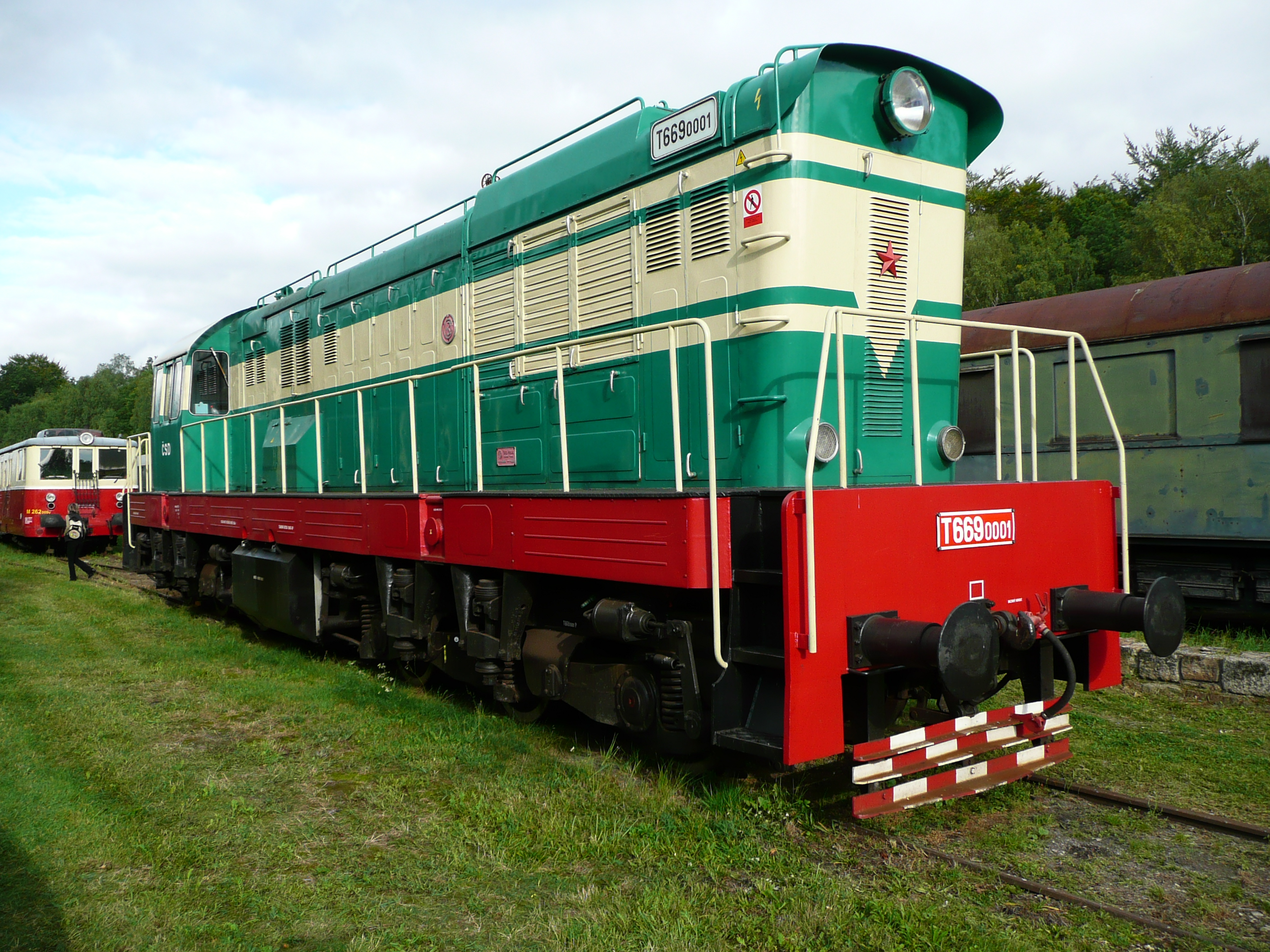
Тепловоз T669 (все его версии, включая ЧМЭ3 и мод.) — один из самых массовых тепловозов в истории железных дорог. Всего было выпущено более 8200 экземпляров (из них ЧМЭ3 — более 7400).

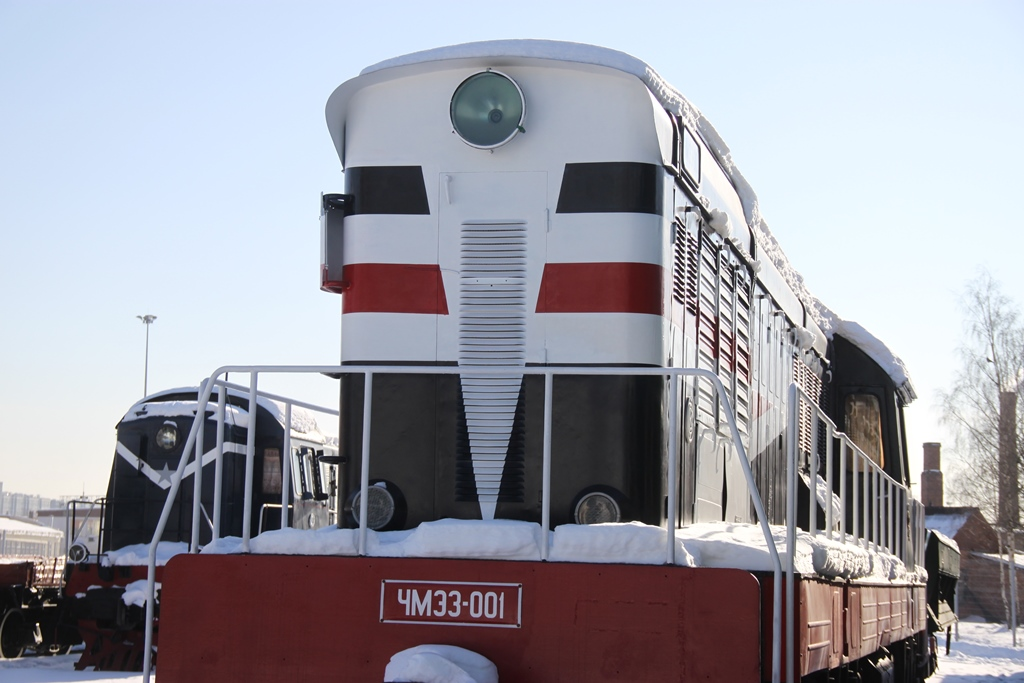
Первый тепловоз серии — ЧМЭ3-001 в оригинальной заводской окраске, Музей железных дорог России

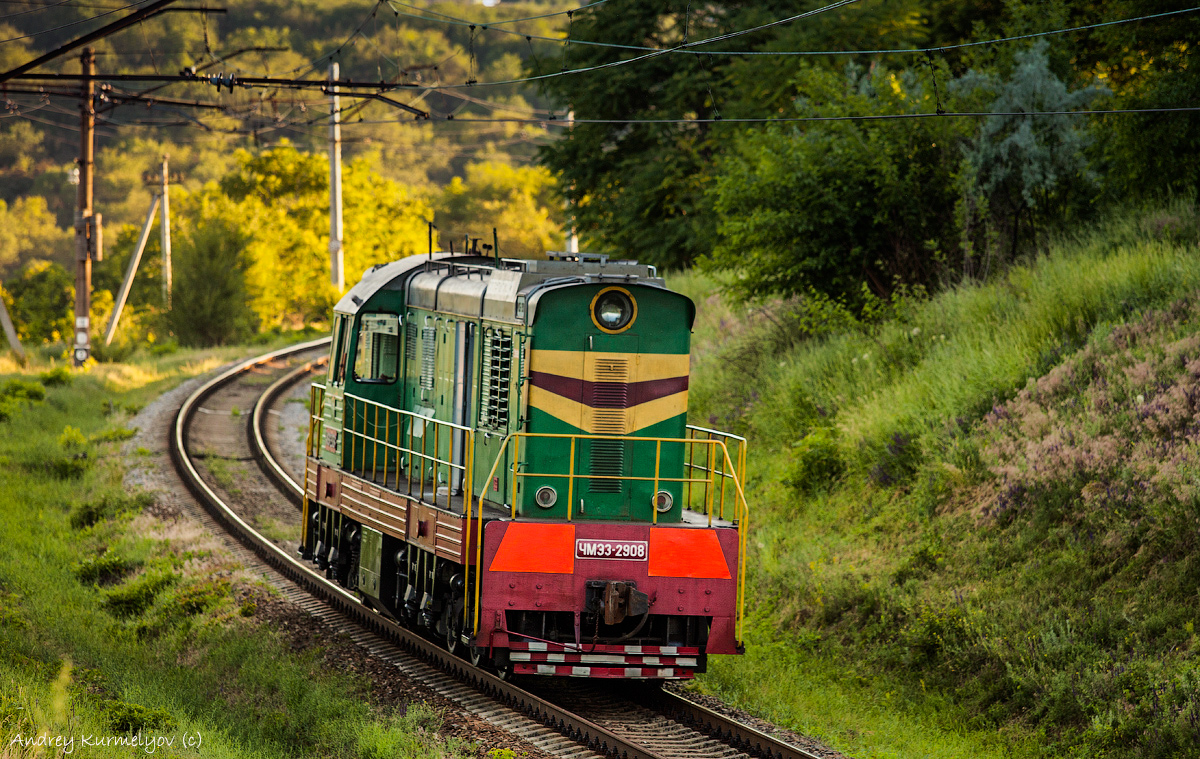
Тепловоз ЧМЭ3-2908 в Тоннельной балке, Днепропетровск-Южный

Недостаточная мощность и сцепной вес ЧМЭ2 для маневровой работы с грузовыми поездами привели к необходимости проектирования и постройки на заводах ČKD Praha более мощных тепловозов. Было принято решение о постройке для железных дорог Советского Союза шестиосных маневровых тепловозов с электрической передачей. В конце 1963 года было построено три опытных локомотива, получивших обозначение ЧМЭ3.
Был доработан дизель: мощность увеличена с 750 л. с. на ЧМЭ2 (модель 6S310-DR) до 1350 л. с. (модель K6S310DR).
В Советском Союзе опытные тепловозы ЧМЭ3 были направлены на маневровую работу на станцию Люблино Московской дороги. С 1965 года заводы ЧКД-Прага начали серийное изготовление ЧМЭ3 для поставки в СССР.
В дальнейшем в конструкцию тепловоза вносились отдельные изменения, например, было введено устройство для управления одним человеком. С номера 3777 изменили высоту крыши кабины — она стала на уровне капотов.
В 1971 году в столетний юбилей предприятий ЧКД-Прага был изготовлен тысячный тепловоз ЧМЭ3, а в октябре 1975 года пражский завод поставил двухтысячный ЧМЭ3. Тепловоз ЧМЭ3-2000 был также направлен в локомотивное депо Люблино Московской дороги, где с 1965 года уже работал ЧМЭ3-001. В июле 1979 года завод изготовил трёхтысячный тепловоз (поступил в локомотивное депо Москва-Сортировочная), в сентябре 1982 года — четырёхтысячный (депо Люблино) и, наконец, в ноябре 1985 года в депо им. Ильича (Москва) торжественно был принят пятитысячный тепловоз.
Тепловозы ЧМЭ3 выпускались по 1987 год включительно. Затем начался выпуск их модификаций ЧМЭ3М, ЧМЭ3Т, ЧМЭ3Э.
Всего было построено для СССР 7459 тепловозов ЧМЭ3 с учётом их модификаций — ЧМЭ3Э (с электронными блоками в цепях управления, строившихся с 1987 по 1989 год) и ЧМЭ3Т (с электродинамическим тормозом, строившихся с 1984 по 1991 год).
В 1991 году первый экземпляр серии ЧМЭ3 — № 001 — был передан в железнодорожный музей на Варшавском вокзале Санкт-Петербурга.
Последний тепловоз ЧМЭ3Т−7454 для МПС СССР пересёк границу 31 декабря 1991 года. После распада СССР и СЭВа завод «ЧКД Прага» не получил ни денег за последнюю партию ЧМЭ3Т, ни новый заказ из России.
Партия с номерами 7455—7459 на заводе имела обозначение ЧМЭ3Ту (дизель К6S310DR/MA мощностью 1200 л. с., мощность ЭДТ — 1350 л. с., улучшенное оборудование кабины, другие АБ и некоторое другое оборудование) и была сделана в мае 1994 года. Машины 7455, 7456 — купила УЗ (поступили в депо Дарница, ЮЗЖД), 7457 в июле 1997 года приобрёл Ярославский НПЗ (с 2012 года эта машина принадлежит морскому порту Николаева), а оставшиеся 7458, 7459 в начале 2000 года приобрела Эстония.
Кроме СССР, куда под обозначением серии ЧМЭ3 поставлялось подавляющее большинство таких тепловозов, рассчитанных на российскую колею 1520 мм, тепловозы этой модели для европейской колеи 1435 мм поступали на железные дороги Чехии и экспортировались в ряд других государств и стран Европы и Ближнего Востока, в каждой из которых получили собственное обозначение серии и нумерацию. На железных дорогах Чехии и Словакии они получили наименование серии как класс 770 (модель T669.0) и класс 771 (модель T669.1), в Албании — T669 (сохранив чешское обозначение), в Польше — S200, в Ираке — DES3100, в Сирии — LDE1500.

### Эксплуатация
Тепловозы серии ЧМЭ3 и модификаций колеи 1520 мм поступили на железные дороги стран бывшего СССР, где стали одной из наиболее распространённых серий маневровых локомотивов. Большая часть из них поступила в собственность основных железнодорожных перевозчиков этих государств и стран, другая часть — в собственность различных промышленных предприятий. Аналогичные тепловозы других серий колеи 1435 мм поступили на железные дороги стран Восточной Европы (Чехия, Словакия, Албания, Сербия, Польша) и Ближнего Востока (Сирия и Ирак).
Так как локомотив выполнен в европейском габарите, некоторые тепловозы ЧМЭ3 были выпущены для колеи 1435 мм. Использовались в СССР (позднее — используются в бывших его республиках) на приграничных станциях, куда заходит европейский подвижной состав — в частности, на станциях Чоп, Вадул-Сирет, Гродно (ЧМЭ3-4165), Брест, Свислочь, Житковичи, Гомель, Калинковичи и других.
По состоянию на 2024-2025 год большинство тепловозов ЧМЭ3 и модификаций продолжает эксплуатироваться, работая на маневровых и вывозных работах. Кроме основных функций, в ряде государств и стран (особенно в таких странах как Россия и Украина) тепловозы ЧМЭ3 зачастую используются как локомотивы пригородных поездов на коротких малодеятельных участках
, в будущем планируется замена подобных поездов рельсовыми автобусами.
12-часовая смена работы тепловоза ЧМЭ3 с машинистом и помощником машиниста на сети РЖД по нормативу обходится эксплуатанту в 2017 году в 87 тыс. рублей.
- T669-0001 на манёврах с пассажирских вагоном
- ЧМЭ3-3231 подаёт гудки
- ЧМЭ3-3808 с пригородным пассажирским поездом
- Отправление ЧМЭ3-4346 с грузовой платформой (слышен звук разгона)

## Технические данные
- Осевая формула — 30−30
- Мощность дизеля — 1350 л. с.
- Мощность ТЭД — 6×134 кВт
- Максимальная скорость — 95 км/ч.
- Конструктивный вес с 2/3 запаса топлива, воды и песка — 123 т.
- Нагрузка от оси на рельсы — 20,5 т
- Диаметр колёс — 1050 мм
- Передаточное отношение — 5,06
- Наименьший радиус кривых — 80 м
- Габарит — 02-Т
- Длина по осям автосцепок — 17 220 мм
- Ширина — 3 120 мм
- Высота — 4 637 мм
- Полная колёсная база — 12 660 мм
- Расстояние между шкворнями — 8 660 мм
- Колёсная база тележек — 4 000 мм
- Тяга длительного режима — 23 тс
- Скорость длительного режима — 11,4 км/ч
- Касательная мощность — 970 л. с.
- Запас топлива — 6000 л
- Запас масла — 650 л
- Запас песка — 1500 кг
- Запас воды — 1100 л

## Конструкция

### Механическая и пневматическая части

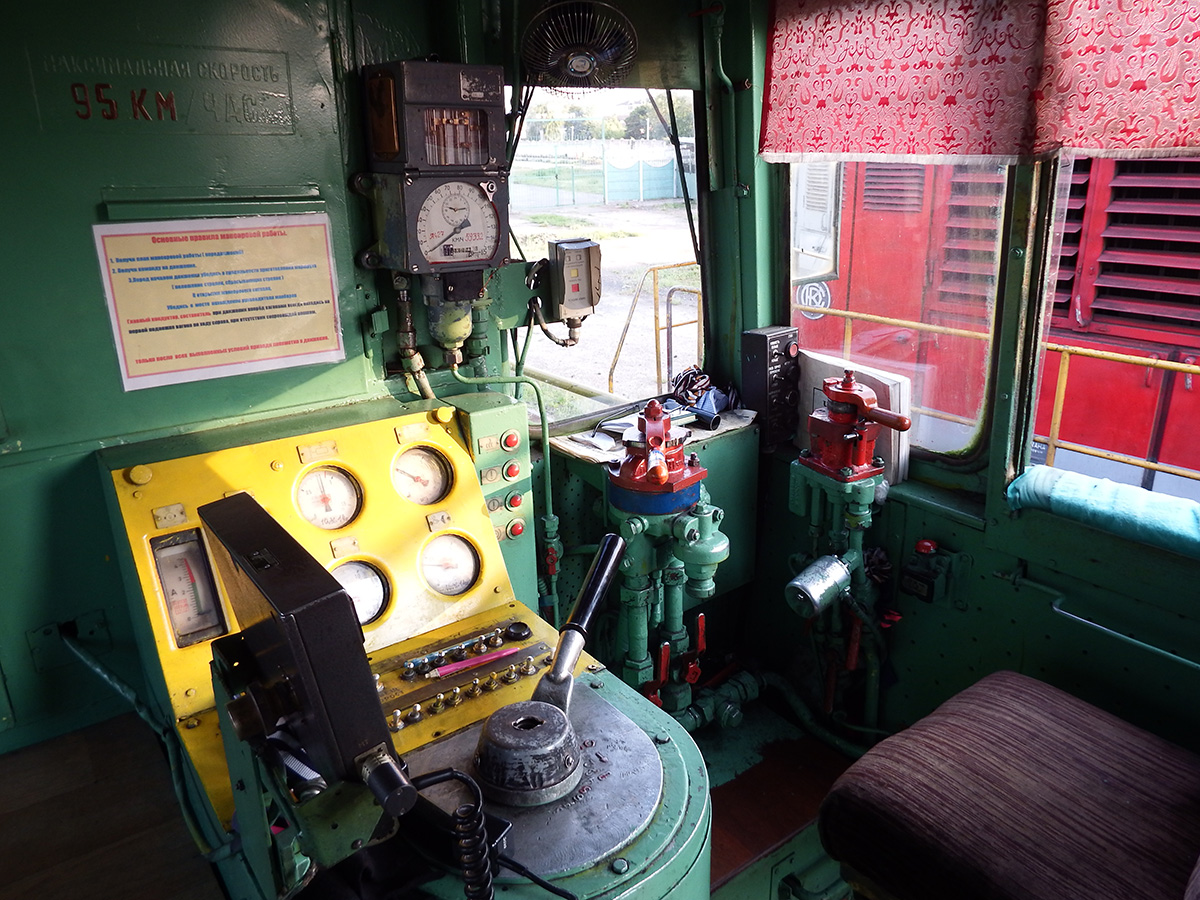
Кабина машиниста

Тепловоз имеет две трёхосные тележки. Главная рама подвешена к каждой из тележек за четыре люлечных болта с амортизирующими резиновыми шайбами, люлечная подвеска за счёт веса тепловоза обеспечивает его удержание над тележками и возвращение при относе, но из-за того, что вес машины воспринимается резьбой болтов, подвешивание в процессе эксплуатации становится неразборным; для выкатки тележки приходится перерезать болты. Каждая букса находится внутри балансира (рычага), одним концом балансир соединён через сайлентблок с кронштейном рамы тележки, на другой рама тележки опирается через пружины с гидравлическим гасителем. Тяговые двигатели — с опорно-осевой подвеской. Благодаря сайлентблокам и гидрогасителям у тепловоза мягкий ход, но при несвоевременном обслуживании амортизаторы теряют масло, начинается сильная раскачка машины при движении. Также случаются разрывы изготовленных из сравнительно тонкой стали кожухов зубчатых передач, при этом от работы без смазки и перегрева заклинивают подшипники тяговых двигателей (моторно-якорные подшипники, МЯП).
Дизель рядный шестицилиндровый рабочим объёмом 163 л, с турбонаддувом и промежуточным охлаждением наддувочного воздуха. Мощность при номинальных оборотах 750 мин−1 — 1350 лс, частота вращения на холостом ходу — 350 мин−1. Поршень выполнен с камерой сгорания, его диаметр — 310 мм, ход — 360 мм, масса — 42 кг. На каждый цилиндр приходятся четыре клапана верхнего расположения и одна форсунка, привод клапанов — через роликовые толкатели. На дизеле установлены три насоса, шестерённый масляный и два водяных, первый работает в основном контуре охлаждения, вода которого омывает блок цилиндров, а второй во вспомогательном контуре, вода которого охлаждает водомасляный теплообменник, в котором охлаждается масло дизеля, и охладитель наддувочного воздуха.

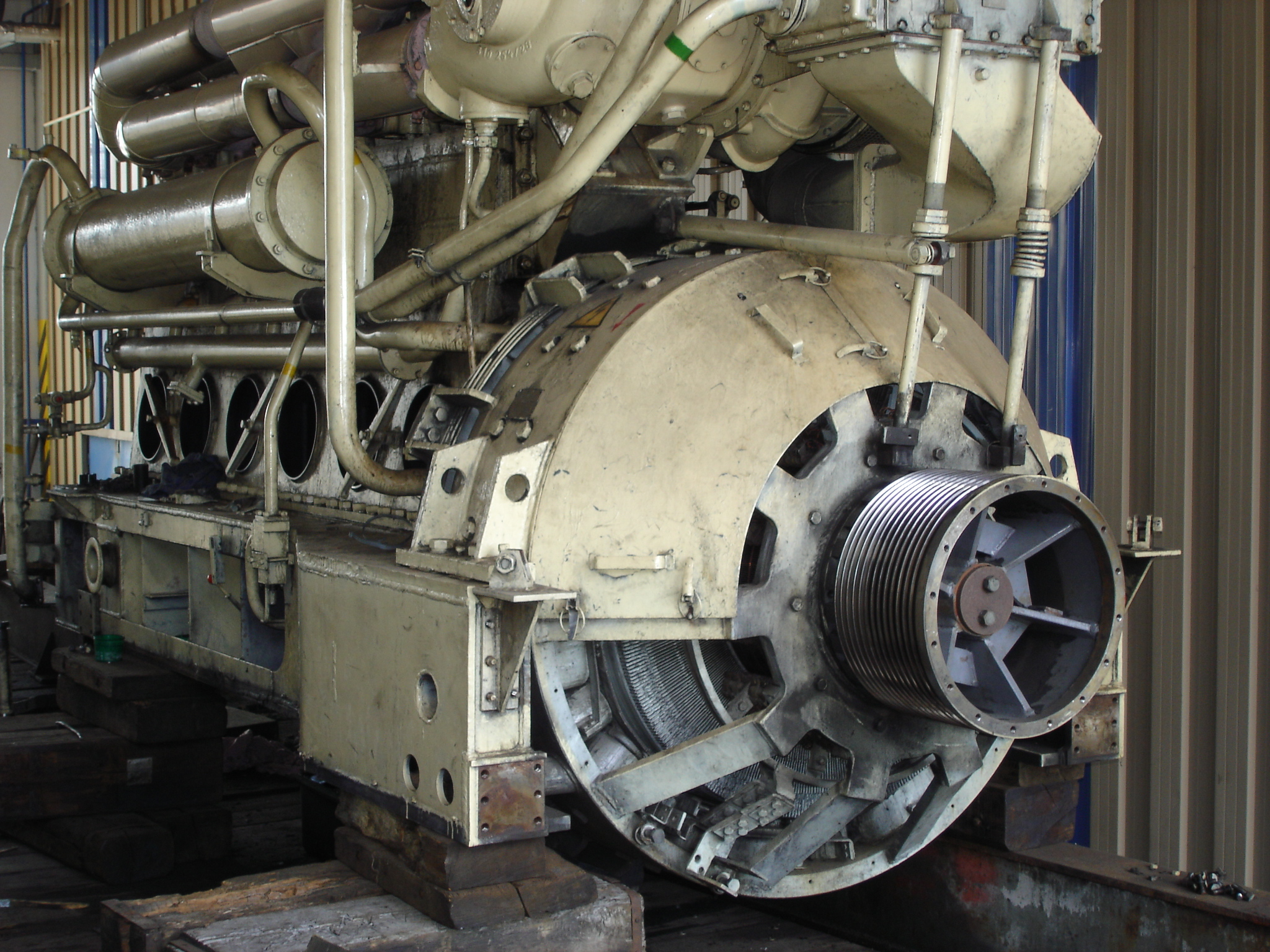
Дизель-генератор тепловоза ЧМЭ3
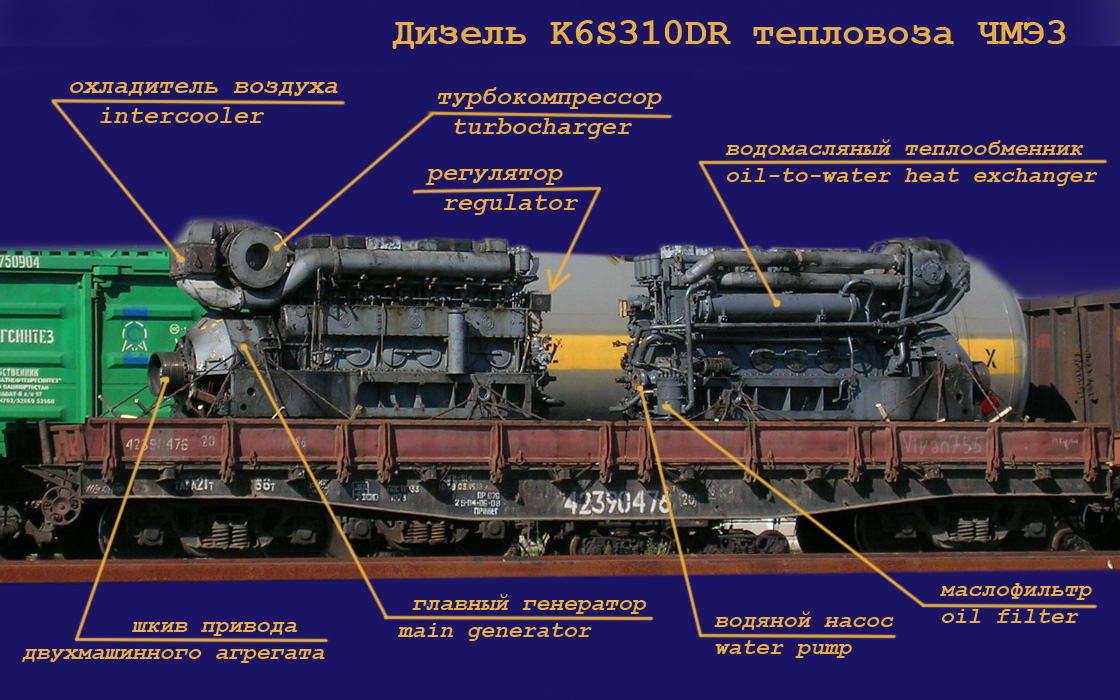
Два дизеля K6S310DR на платформе
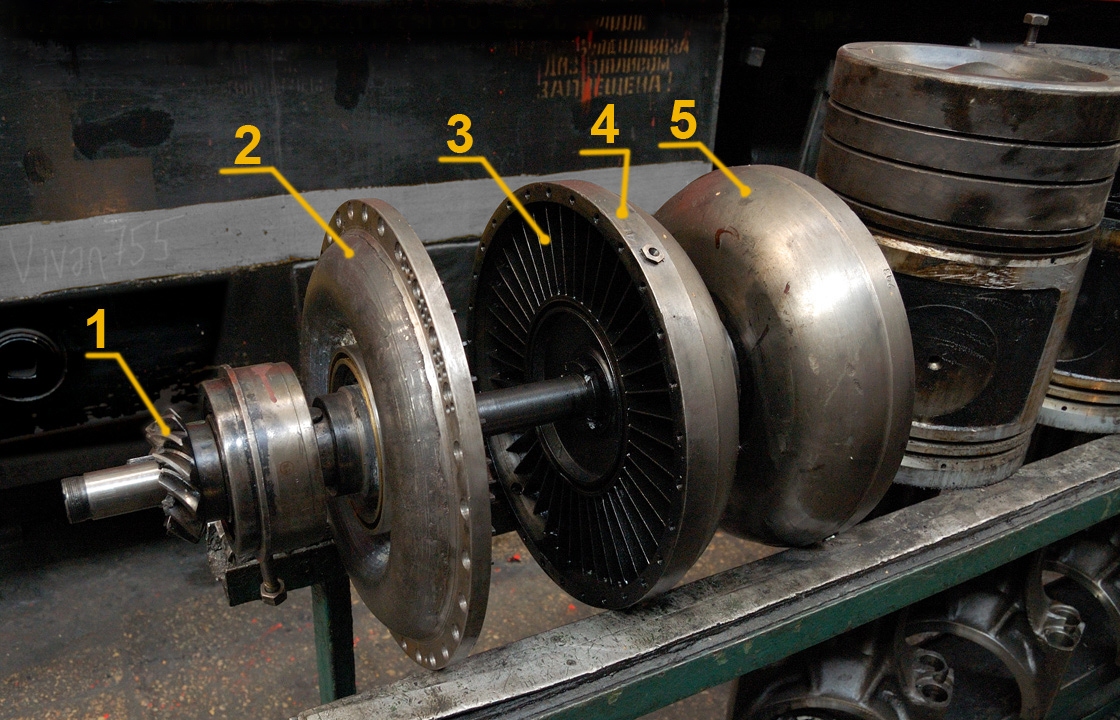
Гидромуфты вентилятора и компрессора

Наиболее мощные вспомогательные агрегаты тепловоза, главный вентилятор холодильника дизеля и воздушный компрессор, имеют привод от дизеля через отдельные отключаемые гидромуфты. Включаются гидромуфты при заполнении маслом из системы дизеля, при этом на холостых оборотах дизеля из-за низких давления масла и оборотов разгон компрессора затягивается, для его ускорения иногда приходится повышать обороты дизеля. Двухмашинный агрегат (объединяющий в себе вспомогательный генератор, вырабатывающий напряжение 110 В для цепей управления и освещения, и возбудитель) и два вентилятора охлаждения тяговых двигателей приводятся через клиноременные передачи, дополнительный вентилятор холодильника дизеля приводится электродвигателем, питающимся от вспомогательного генератора.

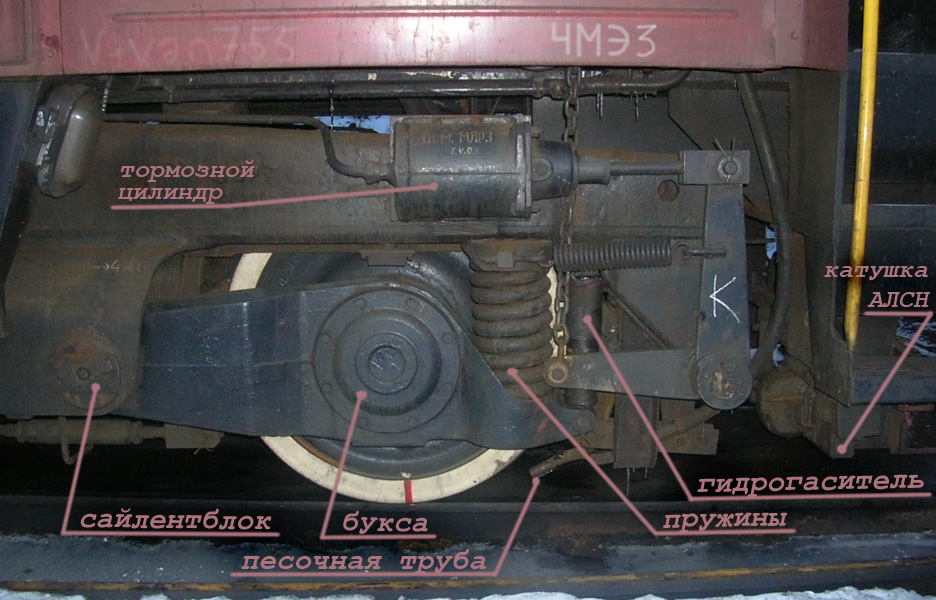
Буксовый узел первой оси

Тормоз тепловоза — колодочный пневматический. Тормозные цилиндры наполняются напрямую от кранов вспомогательного тормоза № 254, установленных у основного и вспомогательного пультов управления, краны подключены через переключательный клапан — какой кран даёт большее давление, тот и подключается к тормозным цилиндрам. Дополнительно первый кран используется как повторитель (реле давления), наполняющий тормозные цилиндры при срабатывании воздухораспределителя № 483 автоматического тормоза, второй кран используется как повторитель для дистанционного управления. Управляемые с переносных пультов тормозной и отпускной вентили создают в специальном резервуаре-компенсаторе давление, равное которому создаётся краном № 254 в тормозных цилиндрах.

### Электрическая часть
Главный (тяговый) генератор постоянного тока TD-802 установлен на раме дизеля и приводится напрямую от его коленчатого вала. Генератор имеет десять главных полюсов, мощность 993 кВт и самовентиляцию, что типично для генераторов тепловозов небольшой мощности — ТЭ2, ТЭМ2. При пуске дизеля генератор питается от аккумуляторной батареи, работая как двигатель последовательного возбуждения, в режиме тяги — как генератор независимого возбуждения. Выработанный генератором ток подаётся на три группы тяговых электродвигателей, в каждой из которых по два последовательно соединённых двигателя, последовательное соединение сделано для согласования параметров генератора и двигателей — без превышения тока генератора ток тяговых двигателей (а, значит, и сила тяги) сохраняется на достаточном уровне, а за счёт большего падения напряжения на последовательно соединённых двигателях тепловоз быстрее выходит на номинальную мощность (P = I * U), что важно при маневровой работе. Каждая группа подключается к генератору своим поездным пневматическим контактором и может быть выключена при неисправности.
Входящий в состав двухмашинного агрегата возбудитель используется для регулирования мощности электропередачи. Вырабатываемое им напряжение зависит от нескольких входных величин, иначе говоря, возбудитель служит вращающимся электромашинным усилителем (амплидином, англ. amplifier — «усилитель» и dynamic — движущийся) входных сигналов. На полюсах (статоре) возбудителя намотаны три отдельные обмотки возбуждения, магнитные потоки которых складываются и создают общий (результирующий) поток, от результирующего потока и частоты вращения возбудителя зависит вырабатываемое им напряжение. Это напряжение подаётся на обмотки возбуждения главного генератора. Первая (независимая, 1F) обмотка питается напряжением 110 В от вспомогательного генератора через резистор, сопротивление которого уменьшается по мере перевода контроллера на высшие позиции. Эта обмотка задаёт предельную мощность, снимаемую с дизеля, в зависимости от позиции (оборотов).
Вторая обмотка (параллельная, D) питается от самого возбудителя, также через резистор, но его сопротивление при наборе позиций увеличивается. Эта обмотка обеспечивает плавность регулирования нагрузки, а также, отключаясь с помощью реле боксования при боксовании тепловоза, даёт снижение мощности для выхода из боксования. Резистор в её цепи устраняет зависимость напряжения возбудителя от частоты вращения. Третья обмотка (противокомпаундная, 2F) подключена параллельно добавочным полюсам главного генератора и поэтому её ток прямо зависит от тока главного генератора и тяговых двигателей, а направление тока в обмотке таково, что она действует против двух других, уменьшая результирующий магнитный поток. При увеличении тока тяговых двигателей (например, при падении скорости из-за движения на подъём с тяжёлым поездом) результирующий магнитный поток возбудителя падает, с ним падают напряжение возбудителя, ток возбуждения главного генератора и в итоге ток тяговых двигателей. Этим не допускается перегрузка тягового генератора и дизеля. При падении тягового тока по мере разгона происходит обратный процесс — поддерживается оптимальная загрузка дизеля.

## Модификации

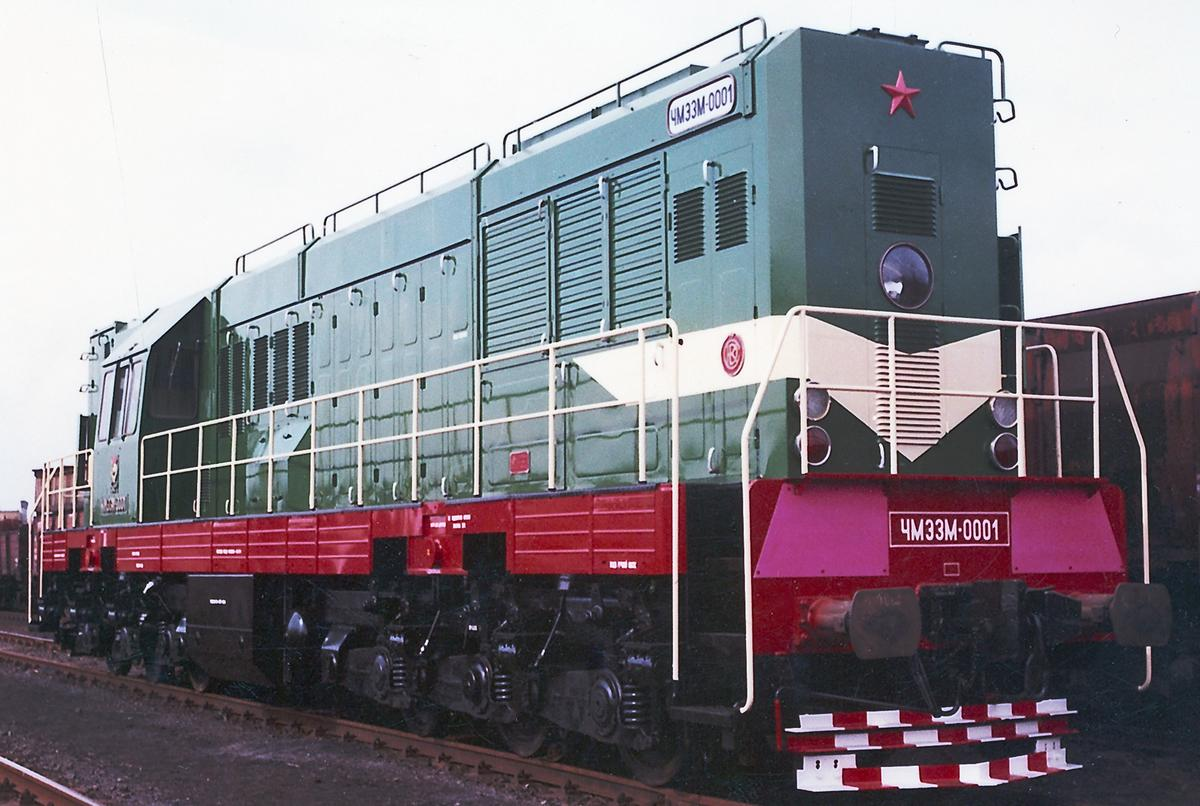
ЧМЭ3М-0001

### ЧМЭ3М
Не следует путать с модернизированными тепловозами — получившими обозначение ЧМЭ3М после доработки фирмой CZ LOKO для Латвии.
С целью повышения экономичности тепловоза ЧМЭ3 конструкторы завода Локомотивка-Соколовка несколько перепроектировали его. По новому проекту в 1977 году было построено два опытных тепловоза ЧМЭ3М. После испытаний они поступили в опытную эксплуатацию в депо Люблино.
Мощность дизеля возросла до 1500 лошадиных сил при 775 оборотах (увеличен наддув с 1,6 атм. до 1,7 атм.), внесено множество изменений в электрике, изменены некоторые параметры конструкции (длина рамы, ширина колёсной базы тележек и др.). Служебная масса тепловоза увеличилась со 123 до 126 т, запас топлива возрос с 5000 до 6000 кг. Максимальная скорость повышена с 95 до 100 км/ч.
Было построено всего два ЧМЭ3М, но применённое на них электронное оборудование и новые конструктивные решения ряда узлов и деталей в дальнейшем использовались заводами при создании тепловозов ЧМЭ3Т, позже ЧМЭ3Э и ЧМЭ5.

### ЧМЭ3Т
В 1984 году завод «Локомотивка-Соколово» построил два опытных тепловоза ЧМЭ3Т с реостатным (электродинамическим) торможением (№ 4385 и 4596) и электронным оборудованием для реализации максимальной мощности дизеля на низких ступнях частоты вращения вала. В остальном конструкция практически идентична ЧМЭ3. Некоторые обычные тепловозы ЧМЭ3 дорабатывались по подобной схеме уже в СССР.
Масса тепловоза ЧМЭ3Т (123 т), номинальная мощность (1350 л. с.) и максимальная скорость такие же, как у тепловоза ЧМЭ3. Положительные результаты испытаний первых экземпляров стали основанием для выпуска в 1985 году опытной партии из 20 тепловозов ЧМЭ3Т, а затем и начала их серийного производства. Всего на железных дорогах бывшего СССР работает 1167 локомотивов серии ЧМЭ3Т.
Внешне от стандартного ЧМЭ3 не отличается, за исключением оборудования реостатного тормоза на крыше (у № 5070—5089) или небольшого квадратного возвышения на заднем капоте (выхлоп тормозного реостата) и заборных жалюзи с левой стороны капота (воздухозабор тормозного реостата) у № 5482—5531, 5784—5882, 6000, 6245—6664, 6885—7459), а также отсеками с перенесённой из заднего капота аккумуляторной батареей по бокам топливного бака. Несколько отличается заводская окраска локомотива (см. фото).

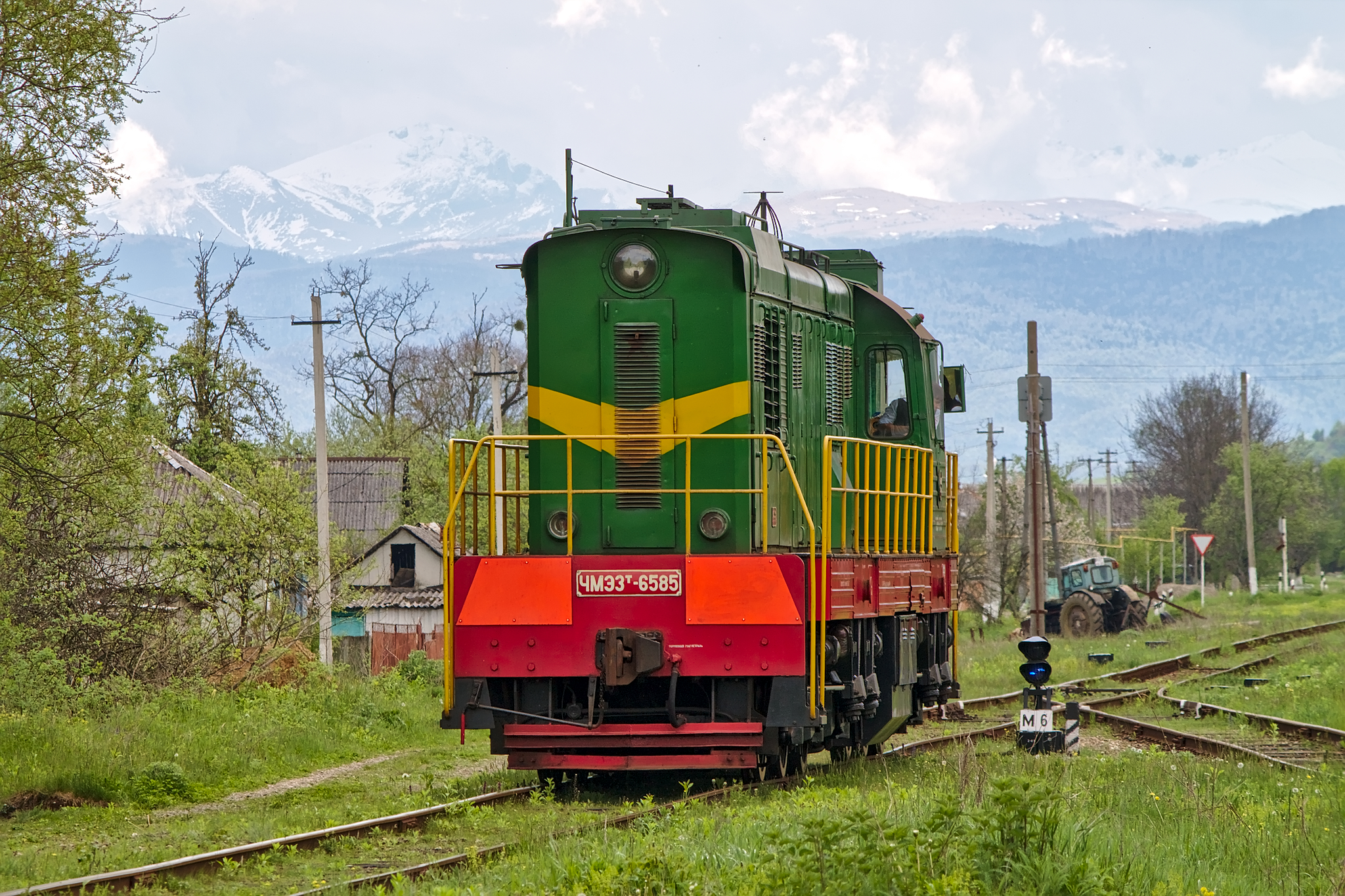
ЧМЭ3Т−6585 в окраске, близкой к заводской (вид на большой капот)
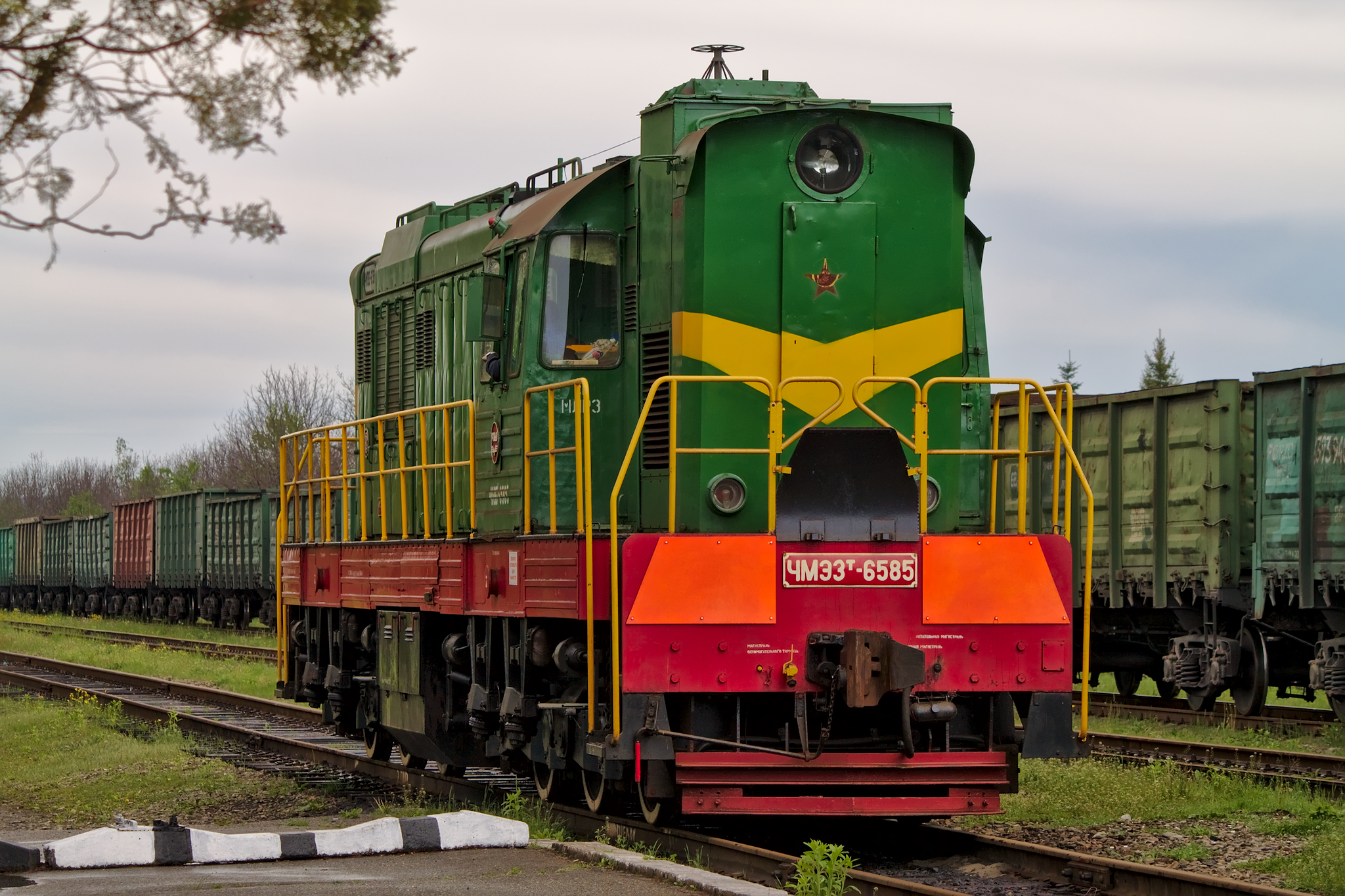
ЧМЭ3Т−6585 в окраске, близкой к заводской (вид на малый капот)
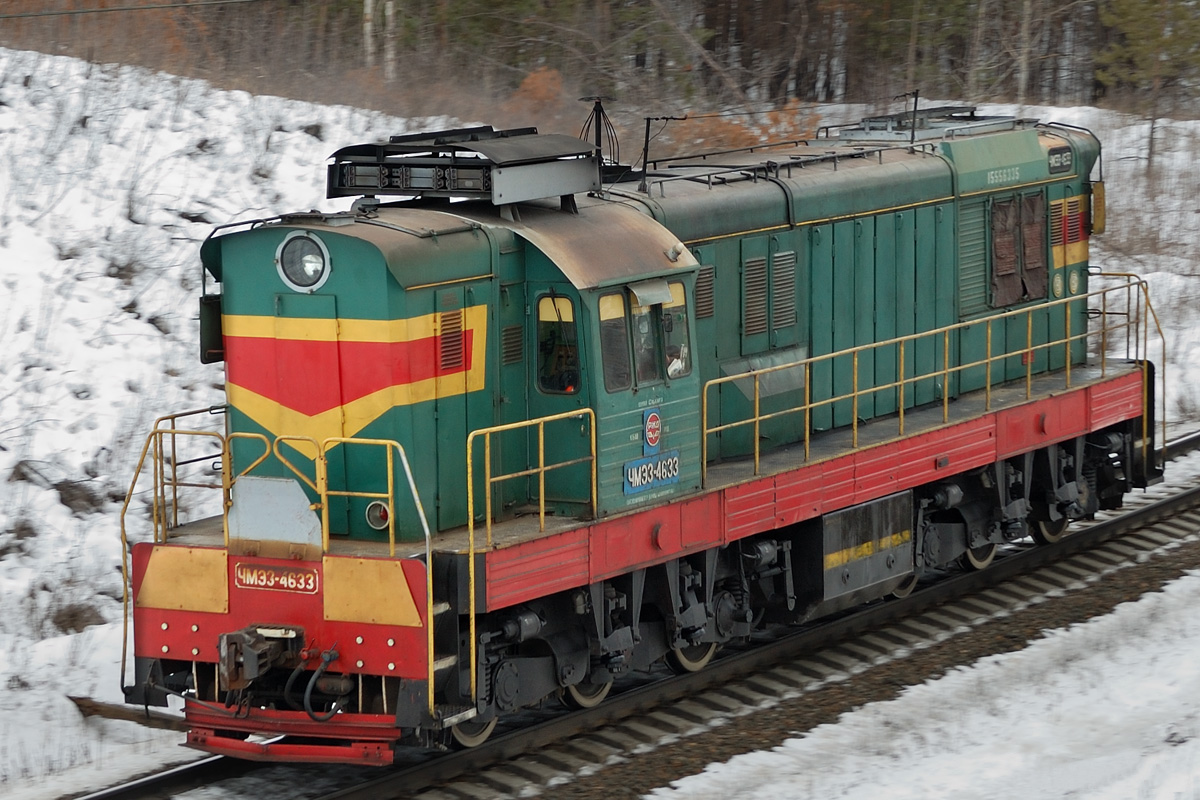
ЧМЭ3-4633 с установленным в депо реостатным тормозом

### ЧМЭ3Э
С 1987 года начался выпуск тепловозов ЧМЭ3Э. На тепловозах ЧМЭ3Э так же, как и на ЧМЭ3Т, установлено электронное оборудование, обеспечивающее реализацию максимальной мощности дизеля низких ступнях частоты вращения вала, которого не было на тепловозах ЧМЭ3, но не установлен реостатный тормоз.
В 1987—1989 годах осуществлялась поставка тепловозов серии ЧМЭ3Э. В 1987 г. опытный ЧМЭ3Э № 5932 поступил в СССР. В 1988 году была поставлена уже опытная партия из 25 локомотивов (№ 6220—6244). В 1989 г. было поставлено 220 шт. (№ 6665—6884).
Внешне тепловоз никаких особых отличий от ЧМЭ3 не имеет. Несколько отличается заводская окраска локомотива (см. фото).

## Модернизации

### Модернизированные тепловозы ЧМЭ3 с сохранённым кузовом

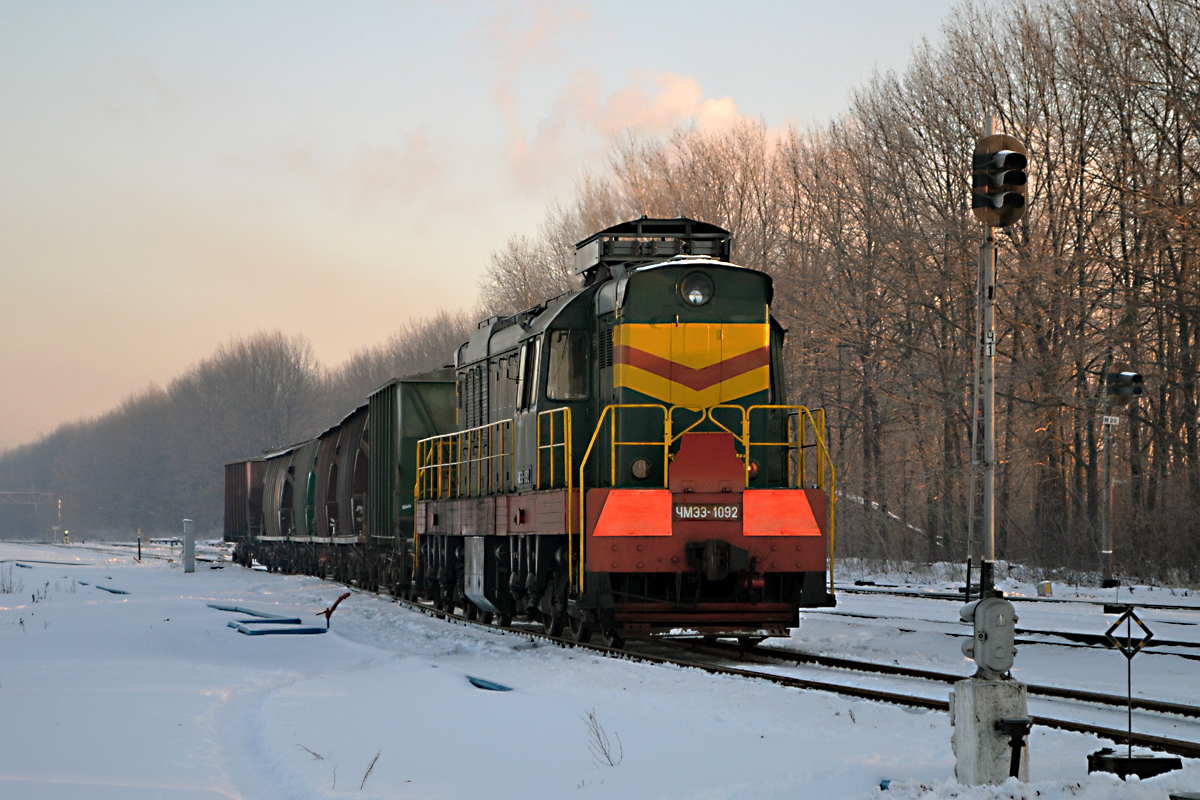
ЧМЭ3К-1092 с вагонами на станции Аксаматово

#### ЧМЭ3П
В 1995—1996 гг специалисты ОАО «Пензадизельмаш» совместно с сотрудниками Уральского отделения ВНИИЖТ и ВНИТИ разработали документацию на модернизацию, а Мичуринский ЛРЗ установил новый дизель-генератор 1-ПД4В на тепловоз ЧМЭ3-5188, который получил обозначение ЧМЭ3П (в данном случае «П» — значит с пензенским дизелем). В 2010 году тепловоз установлен на территории СамГУПСа в качестве музейного экспоната. В марте 2013 года списан с баланса РЖД. В музее обозначен как обычный ЧМЭ3-5188.

#### ЧМЭ3К
Специалистами Коломенского завода был разработан проект модернизации ЧМЭ3 с установкой дизель-генератора семейства Д49 и реостатного тормоза. Первым тепловозом так модернизированным оказался ЧМЭ3-1026 Северной железной дороги. Он получил обозначение ЧМЭ3К-1026.

#### ЧМЭ3 с ДГУ ЯМЗ

##### С двумя дизелями

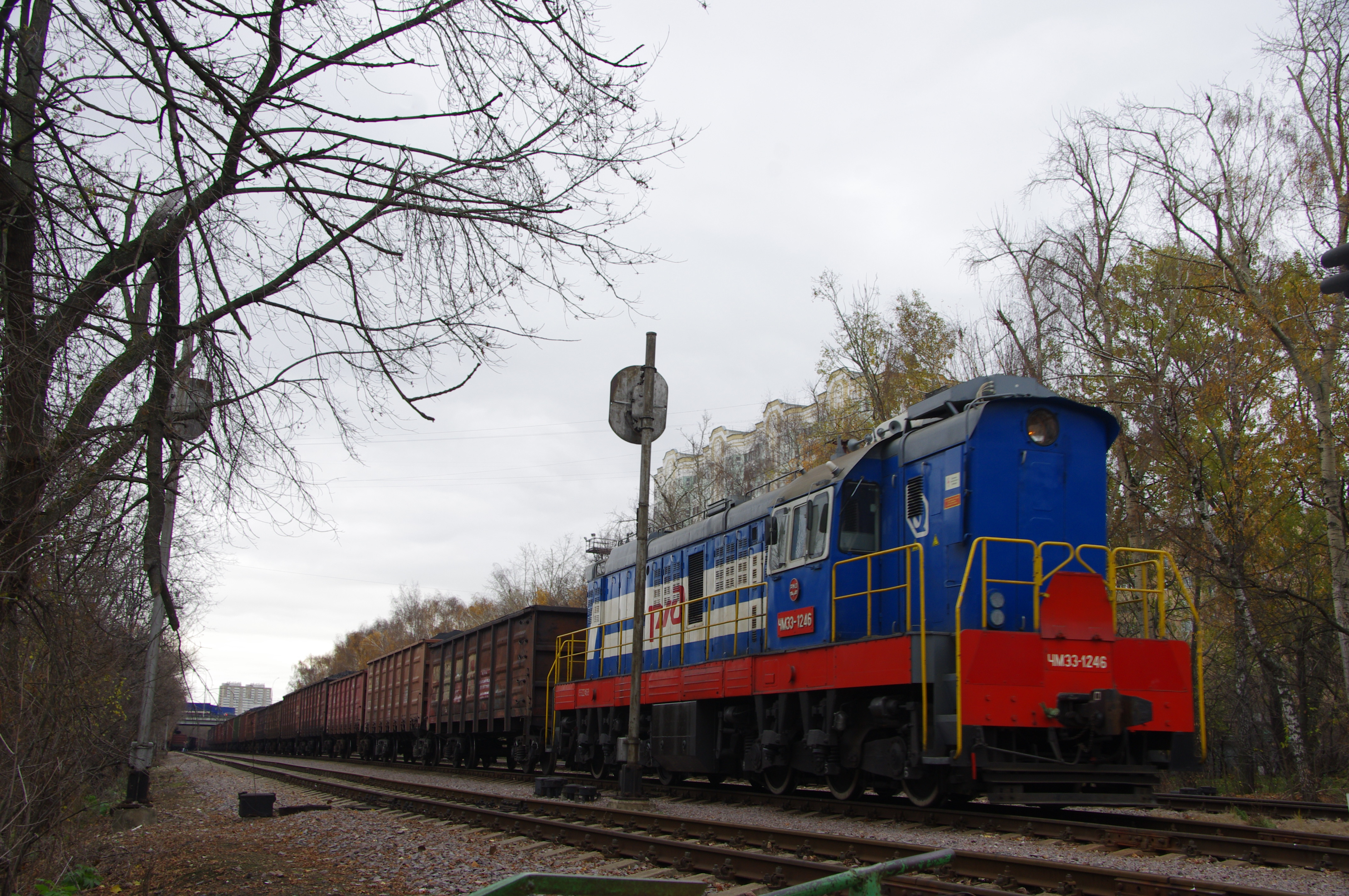
ЧМЭ3-1246 после замены штатной силовой установки

Летом 2008 года Ярославским электровозоремонтным заводом (ЯЭРЗ) — филиалом ОАО «Желдорреммаш» — была проведена модернизация тепловоза ЧМЭ3-4342, в ходе которой старая ДГУ была заменена на две современных производства Ярославского Моторного завода (ЯМЗ). Разработкой проекта модернизации занималось ОАО «Всероссийский научно-исследовательский конструкторско-технологический институт подвижного состава» (ВНИКТИ).
Модернизация проведена с целью повышения топливной экономичности маневровых тепловозов эксплуатируемого парка, снижения загрязнения окружающей среды путём применения современных дизелей, а также улучшения условий работы машиниста. В связи с этим штатная ДГУ заменена на две мощностью по 650 л. с. каждая, внедрена микропроцессорная система управления и диагностики, установлена автоматическая универсальная система измерения уровня топлива в баке, оборудованы модульные рабочие места в кабине машиниста, применён модульный винтовой компрессорный агрегат. В результате экономия топлива составила от 4 до 15 % (в зависимости от условий эксплуатации). Заявленный срок окупаемости инвестиционных затрат не более 7,1 года.
Технические данные локомотива:
- Полная мощность тепловоза — 2х650 л. с. (2х478 кВт)
- Служебная масса тепловоза — 123 т (±3 %)
- Нагрузка от колёсной пары на рельсы — не более 201,1 кН (20,5 тс)
- Конструкционная скорость — 95 км/ч (26,4 м/с)
- Сила тяги при трогании с места при коэффициенте сцепления 0,25 — не менее 302 кН (30,8 тс)
- Скорость длительного режима — 11,4 км/ч (3,17 м/с)
- Сила тяги длительного режима — не менее 225,6 кН (23 тс)
- Номинальное напряжение цепей управления —110 В
- Величина экипировочных запасов:
  - топлива — 6000 л
  - песка — 1500 кг

Тепловоз обеспечивает перемещение состава массой 2175 т на подъёме 9 ‰. Оборудован электрической передачей переменно-постоянного тока.
Такой же модернизации подверглись не менее пяти тепловозов серии (по крайней мере, в 2011 году подобным образом на ЯЭРЗ были переоборудованы тепловозы ЧМЭ3-1246, −2134, −2365, −2781, −4423). После модернизации ЧМЭ3-4342 и вышеупомянутые пять машин были приписаны к ТЧЭ-2 Московской Железной дороги (депо Лихоборы-Окружные), далее передавались в другие депо (по состоянию на 2019 год имели приписку ТЧЭ-2 Горьковской железной дороги (депо Муром). ЧМЭ3-4423 был представлен в динамической экспозиции (параде) на III международном салоне ЭКСПО 1520 в Щербинке.

##### С тремя дизелями (ЧМЭ3ЭКО)

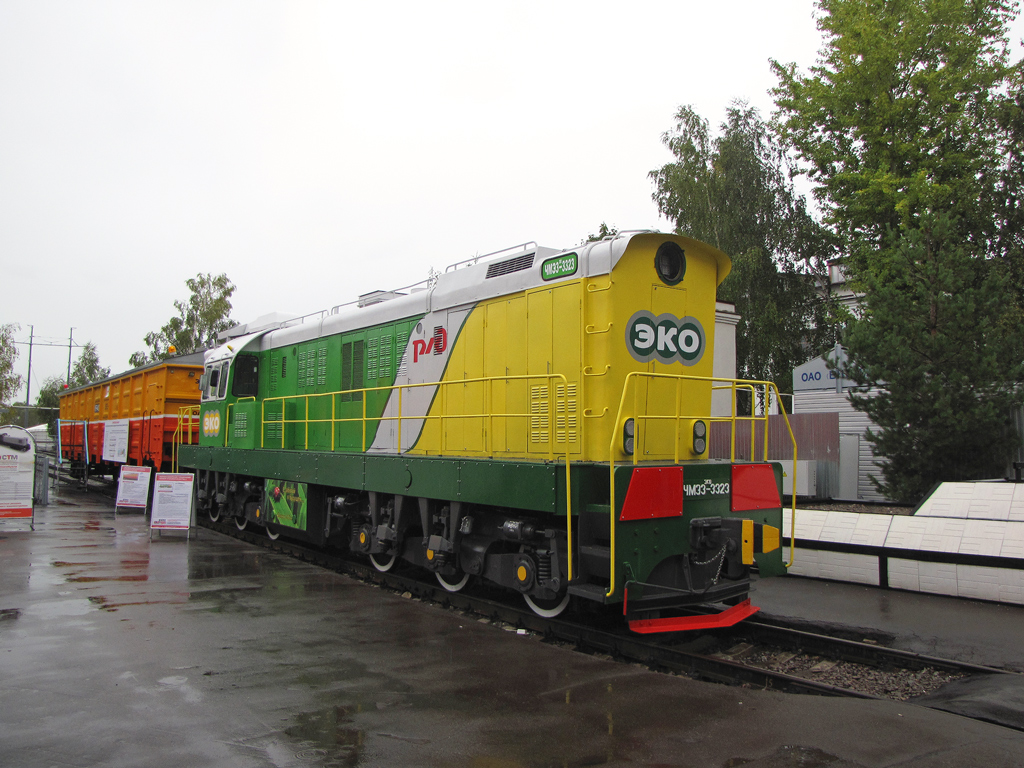
ЧМЭ3^{ЭКО}−3323 с тремя силовыми установками

После реализации двухдизельной схемы ЯЭРЗ освоил трёхдизельную. Проект такой модернизации разработан сотрудниками Инжинирингового центра — филиала ОАО «Желдорреммаш» на основе базовых технических решений ОАО «ВНИКТИ» (в частности, в ОАО «ВНИКТИ» разработана микропроцессорная система управления). На этом тепловозе под капотом размещены три малогабаритные силовые установки. Две из них представляют собой ДГУ от ЯМЗ мощностью 478 кВт каждая, а третья — ДГУ фирмы Cummins мощностью 24 кВт.
Снижение вредных выбросов в атмосферу и экономия топлива достигаются особым алгоритмом работы дизелей. При обычном режиме работы маневрового тепловоза с одним дизелем до 60 % времени силовая установка работает вхолостую, потребляя лишнее топливо и расходуя свой ресурс. На трёхдизельном тепловозе во время его простоя между совершениями отдельных манёвров работает только вспомогательная. Он обеспечивает работу микропроцессорной системы управления, прогрев систем охлаждения основных дизелей (через теплообменники), работу компрессорной установки, а также обогрев кабины управления и зарядку аккумуляторной батареи. При необходимости проведения маневровых работ с небольшими нагрузками (при позициях контроллера от 1 до 4) в работу дополнительно включается один из основных дизелей, что обеспечивает движение со скоростью от 3,5 до 25,0 км/ч с силой тяги до 23,7 тс. Выбор подключаемого дизеля производится автоматически (по наименьшему отработанному ресурсу). При более серьёзных нагрузках пускается ещё один основной дизель, что даёт возможность набирать скорость до 95 км/ч при силе тяги до 31 тс. Согласно расчётам, в таком режиме количество вредных выбросов и экономия топлива может достигать 20 %.
Технические данные локомотива:
- Полная мощность — 980 кВт (1333 л. с.)
- Конструкционная скорость — 95 км/ч
- Сила тяги длительного режима — 225,6 кН (23 тс)
- Скорость длительного режима — 11,4 км/ч

На тепловозе используется электрическая передача переменно-постоянного тока. При проведении доработки локомотива выполнены мероприятия по продлению срока службы экипажной части (ТО-6) на 16 лет. Для окраски тепловоза были применены экологически чистые материалы на водной основе (марка ЭКОКЕМИКЛ, серии ФИКСАР и ЭПОКОР). В конструкции машины применены экологически чистые отделочные материалы, пожаробезопасные износостойкие покрытия с применением нанотехнологий. На стеклянные поверхности нанесены нанопокрытия с гидрофобными свойствами. Осветительные приборы основаны на светодиодах.
Локомотив ЧМЭ3ЭКО−3323 был представлен в статической экспозиции на III международном салоне ЭКСПО 1520 в Щербинке.

#### ЧМЭ3Г

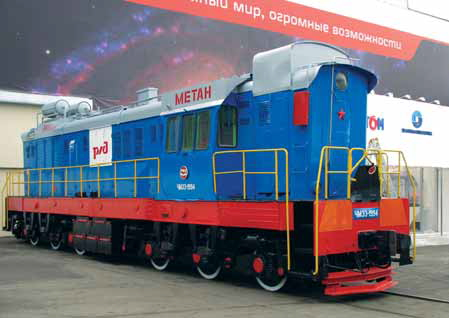
ЧМЭ3Г-1994 на выставке Экспо 1520 в Щербинке

В 2009 году на выставке Экспо 1520 был представлен ЧМЭ3-1994, оснащённый газобалонным оборудованием. Позже (в 2011 году) появилась заметка о создании такого тепловоза, обозначенного ЧМЭ3Г. Однако не совсем ясно, об этом ли тепловозе шла речь, поскольку маркировка ЧМЭ3-1994 не изменилась (в том числе в ней не появилась буква Г). После доработки тепловоз эксплуатировался несколько лет в депо Лихоборы-Окружные до списания в 2018 году.
ЧМЭ3Г может работать как на газе, так и на дизельном топливе. Работа локомотива на газе начинается со второй позиции контроллера машиниста. Запас сжатого природного газа (примерно на четыре дня работы) хранится в 38 металлокомпозитных баллонах. Заправку можно производить с обеих сторон машины. Дизельное топливо заправляется в три бака, расположенные под рамой тепловоза. Для обеспечения безопасности используются вентиляторы, оснащённые взрывозащищёнными электродвигателями. Они удаляют опасные газы из помещений над газодизелем, генератором и вспомогательным оборудованием. Для контроля концентрации природного газа в воздухе предусмотрена система, включающая датчики и блок сигнализации. Имеется система пожарной сигнализации. Для бесперебойной подачи топлива на локомотиве установлены охлаждаемые форсунки. Давление газа на входе в цилиндры изменяется от 50 до 350 кПа и зависит от режима работы локомотива.
Подобная схема имеет как минимум два преимущества по сравнению с классической. Во-первых, использование газа даёт экономическую выгоду. Газ дешевле мазута; расходы смазочного масла становятся меньше (при этом затраты на ремонт и техобслуживание остаются на прежнем уровне). Во-вторых, при работе тепловоза по газодизельному циклу значительно снижается образование вредных веществ в выхлопных газах. Например, оксида углерода выделяется в 2,5 раза меньше, сажи — в 4 раза, серных соединений — в 5 раз, а оксида азота — на 20 %.

#### ЧМЭ3 с доработкой ZOS Nymburk
Чешская фирма ZOS Nymburk создала свой концепт модернизации. Фактически заменяется дизель, тяговый генератор, модернизируется электроника; капот, тележки и кабина остаются прежними. В частности по такому проекту в 2010 году были модернизированы шесть тепловозов серии ЧМЭ3, принадлежащие Азербайджанской ЖД (все приписки ТЧ-2 Баладжары), и ещё четыре модернизированы в 2011 году.

#### ЧМЭ3 с техническим зрением
В июне 2019 года на ЧМЭ3-1562 приписки депо Лоста Северной железной дороги прошло тестирование программно-аппаратного комплекса, работающего по технологии технического зрения. Комплекс содержит вычислительный блок, видеокамеры, устройство позиционирования и другое оборудование. Разработчик комплекса — компания Cognitive Technologies. В случае опасности (неправильно поставленная стрелка, человек или иное препятствие на дороге, запрещающий сигнал светофора) система сначала подаёт светозвуковой сигнал машинисту. При отсутствии реакции машиниста на это предупреждение система отдаёт команду на торможение бортовой системе локомотива (связь с электропневматическим клапаном). Также имеется возможность контролировать в автоматическом режиме скорость локомотива при сцеплении с другим подвижным составом. Комплекс, получивший обозначение ПАК-ПМЛ (программно-аппаратный комплекс помощи машинисту локомотива), осуществляет функции, основанные на искусственном интеллекте, накапливая данные о совершённых ранее поездках и используя их при оценке обстановки. В начале сентября 2020 года на станции Лоста начался опытный пробег уже двух ЧМЭ3, оснащённых ПАК-ПМЛ. Пробег является частью пилотного проекта ОАО «РЖД» «Внедрение технологии технического зрения для управления и мониторинга подвижного состава». В свою очередь, этот проект является важным этапом глобального корпоративного проекта «Цифровой локомотив».
В 2020 году тепловоз ЧМЭ3-5354 приписки депо ТЧ-10 Харьков-Сортировочный, эксплуатируемый Украинской железной дорогой, был оснащён системой технического зрения BYDRAIL-4ME3 разработки Харьковской компании BYDVISION.

ЧМЭ3 с техническим зрением, оснащённый системой аналитической помощи BYDRAIL-4ME3
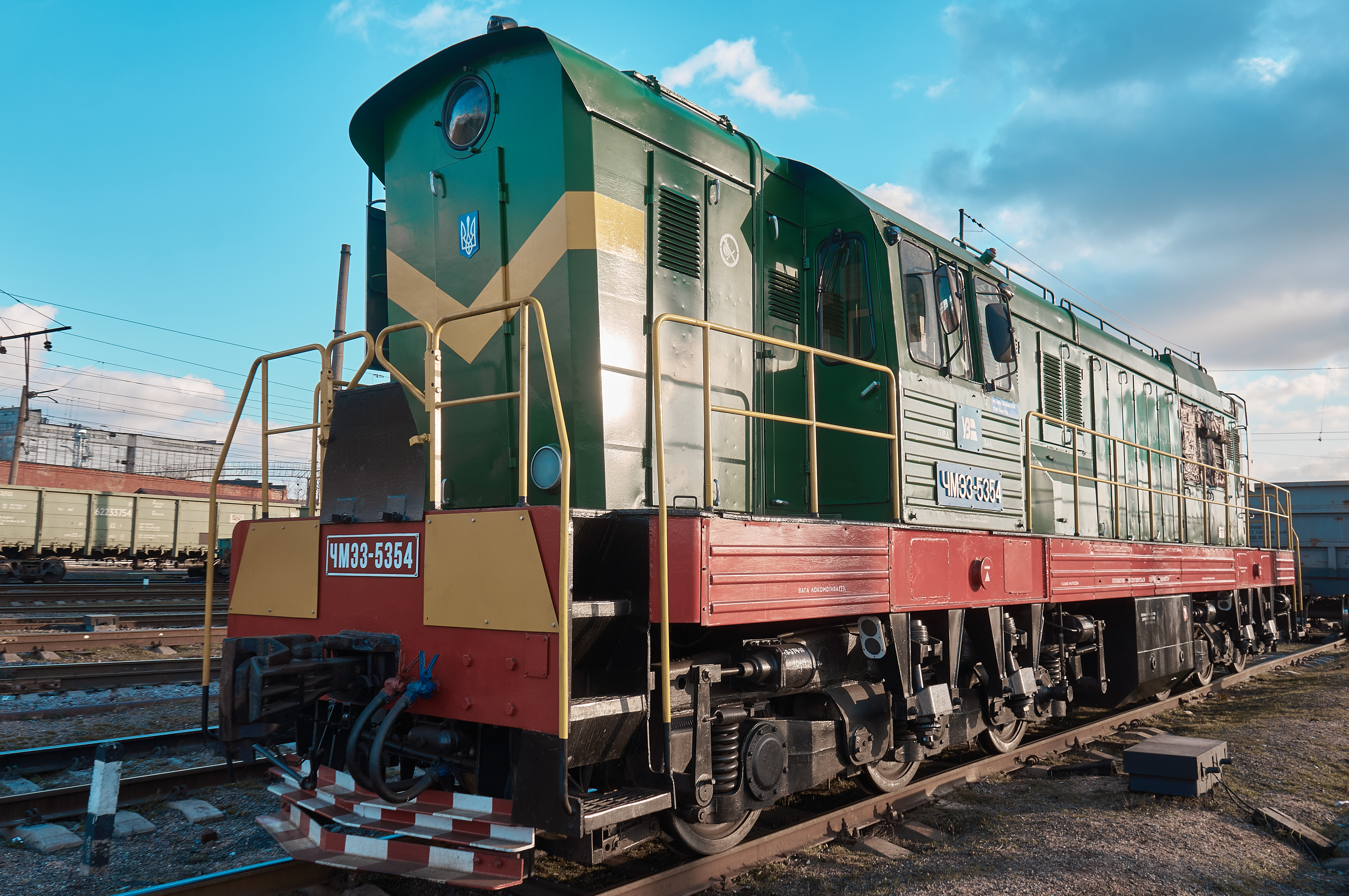
Модернизированный ЧМЭ3-5354. Вид со стороны малого капота
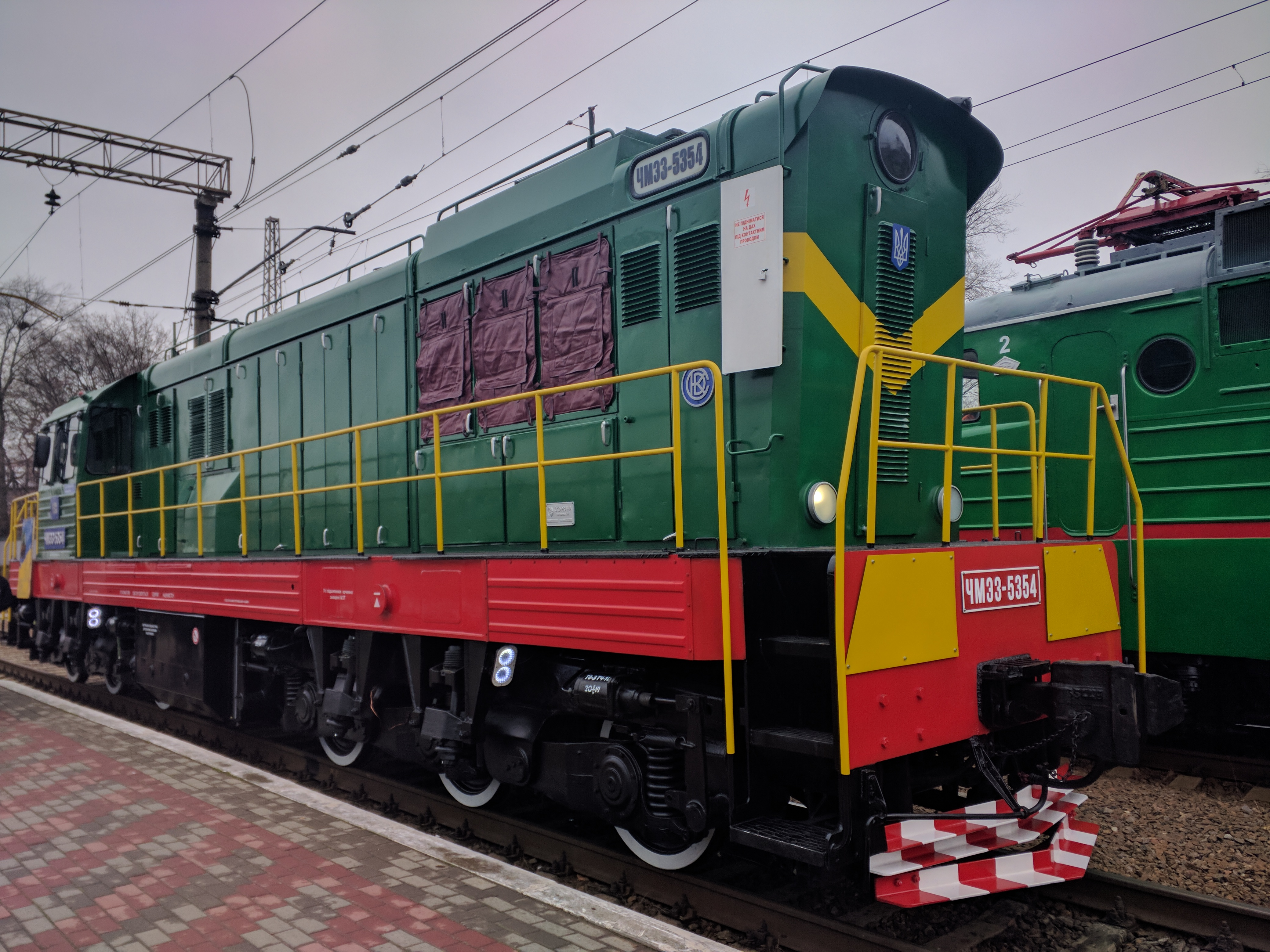
Модернизированный ЧМЭ3-5354. Вид со стороны большого капота
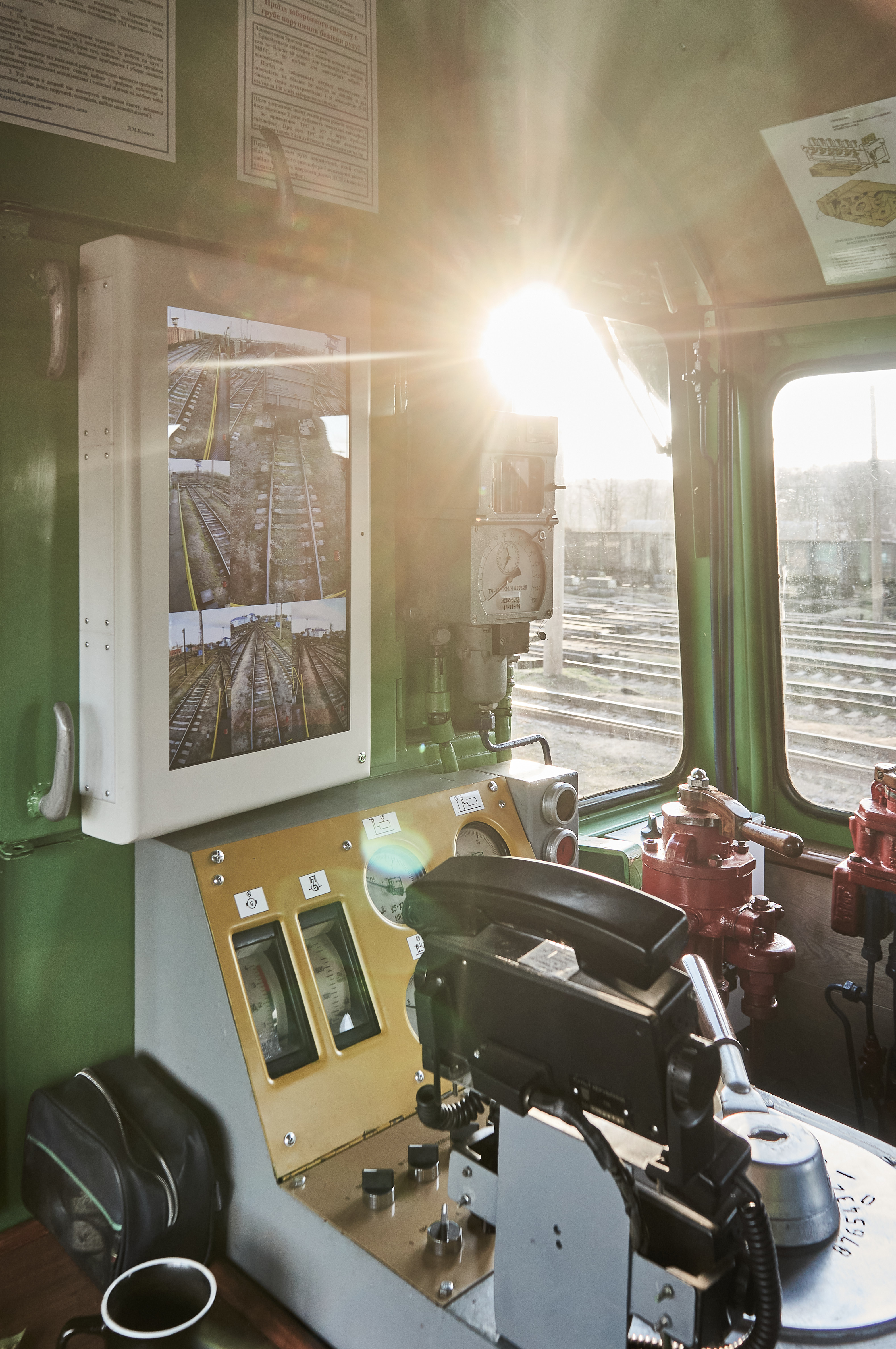
Интерьер кабины машиниста с мониторами
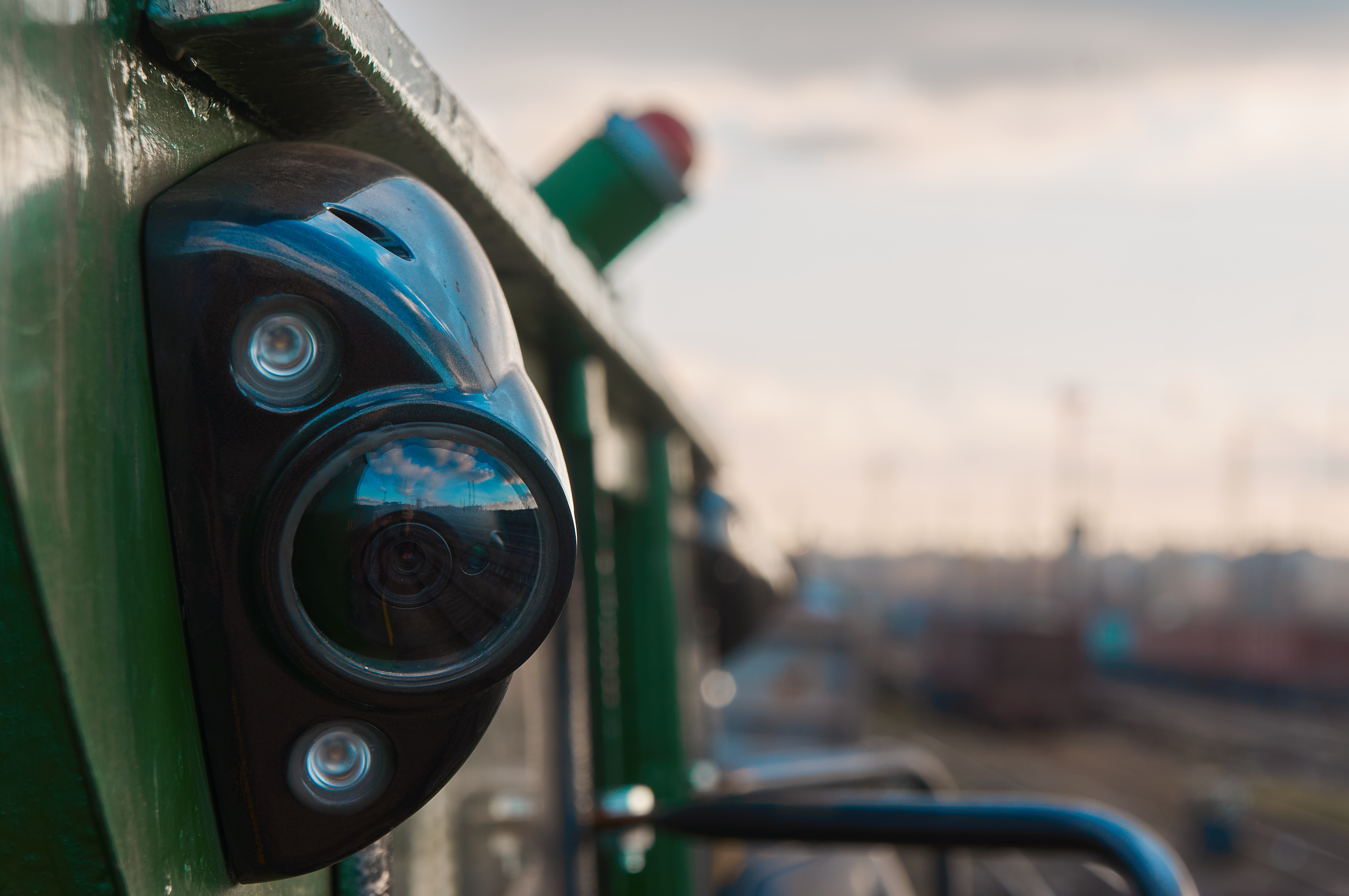
Видеокамера системы на борту
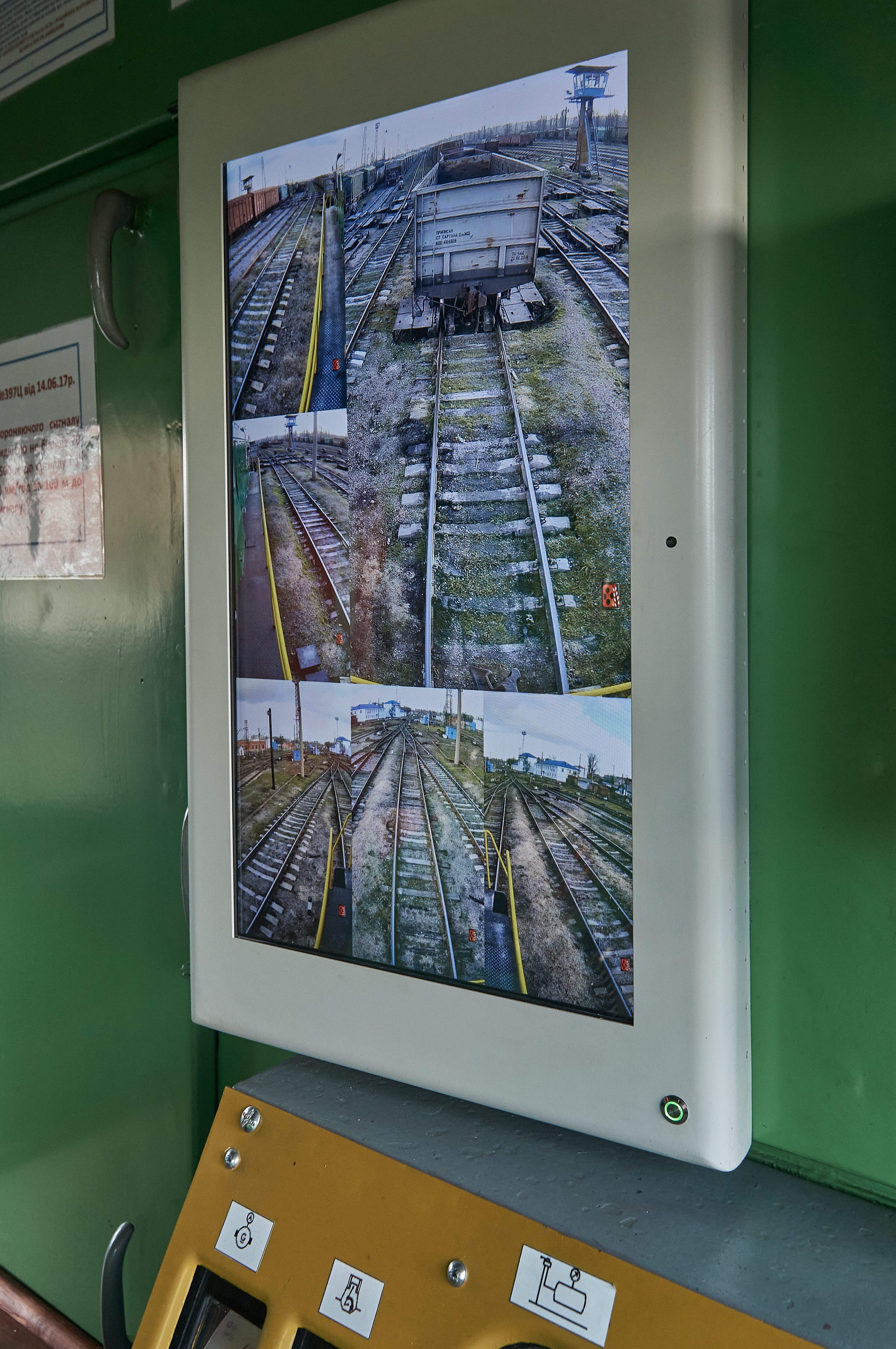
Монитор системы в кабине
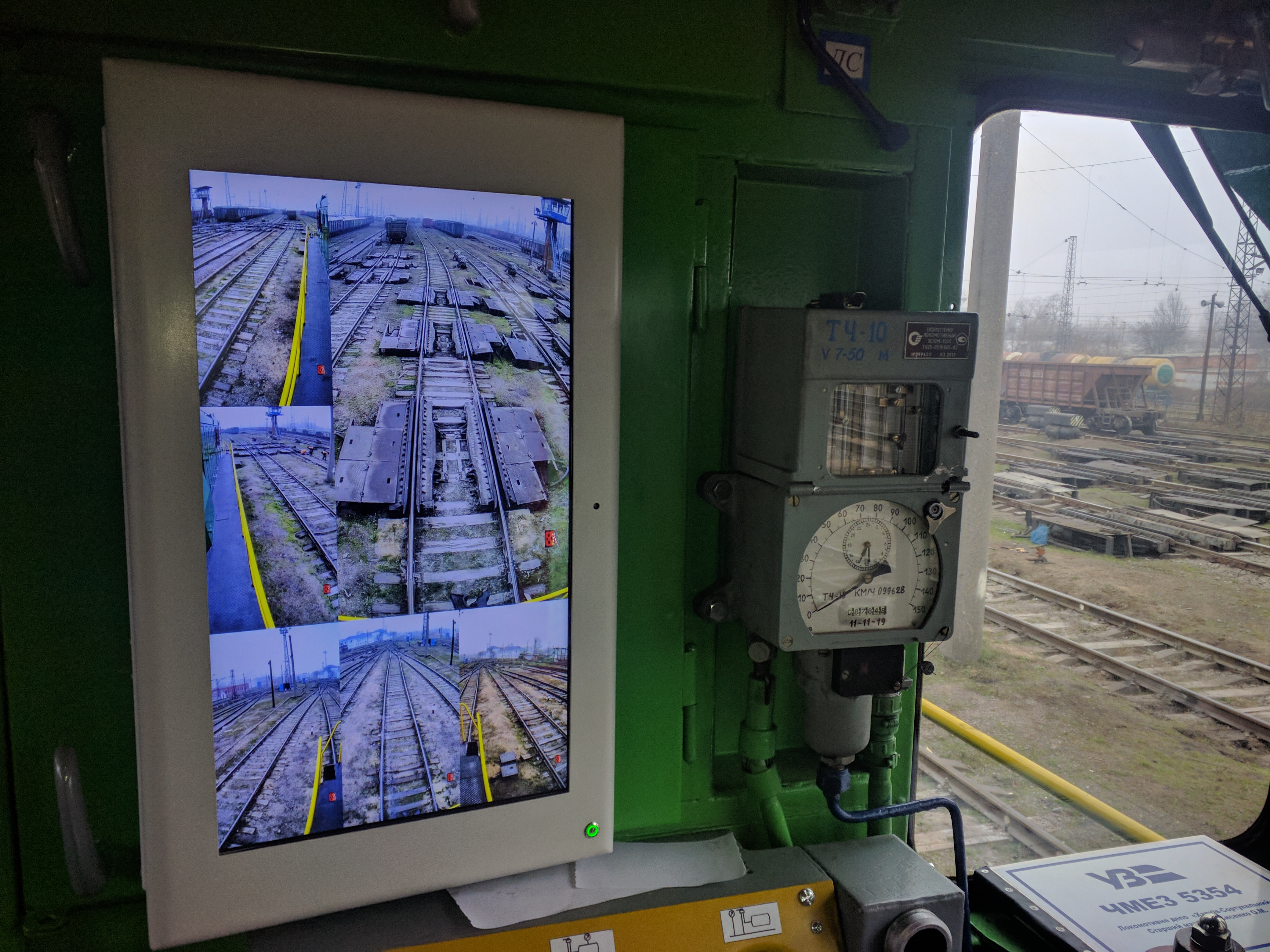
Монитор системы в кабине

### Модернизированные тепловозы ЧМЭ3 с новым кузовом
Чешская фирма CZ LOKO a.s. разработала проект глубокой модернизации тепловозов серии ЧМЭ3. Фактически от старой машины остаётся рама и тележки. Кузов и кабина заменяются на новые, при этом капоты тепловоза занижены относительно кабины башенного типа, которая имеет панорамное остекление, что улучшает обзор машинисту по сравнению с оригинальным локомотивом. В кабине устанавливаются новые пульты управления и современные приборы, а также климатическая система с кондиционером, что улучшает условия работы машиниста. В качестве силовой установки ставится дизель «Caterpillar» с тяговым генератором «Siemens», при этом в зависимости от пожеланий заказчика могут быть установлены двигатели разной мощности — основными вариантами являются Caterpillar 3508С и 3512С с мощностью 1000 и 1550 кВт соответственно. В тепловозе заменены также все силовые и вспомогательные агрегаты и механизмы. На Украине такой модернизированный тепловоз получил серию ЧМЭ3П (в данном случае «П» — значит проходил модернизацию на ПТРЗ) приписки ТЧ-6 Попасная; в Литве серию ЧМЭ3МЕ (ТЧ-2 Радвилишкис), в Латвии серию ЧМЭ3М, в Чехии — серию 774 (оригинальные локомотивы имеют серию 770), в Финляндии — Dr18.
CZ LOKO a.s. для БЧ предоставила технологию изготовления, а депо Лида взялось за проект модернизации тепловозов ЧМЭ3 с присвоением новой серии ТМЭ1 и ТМЭ2.

Модернизированные тепловозы ЧМЭ3 CZ LOKO разных моделей
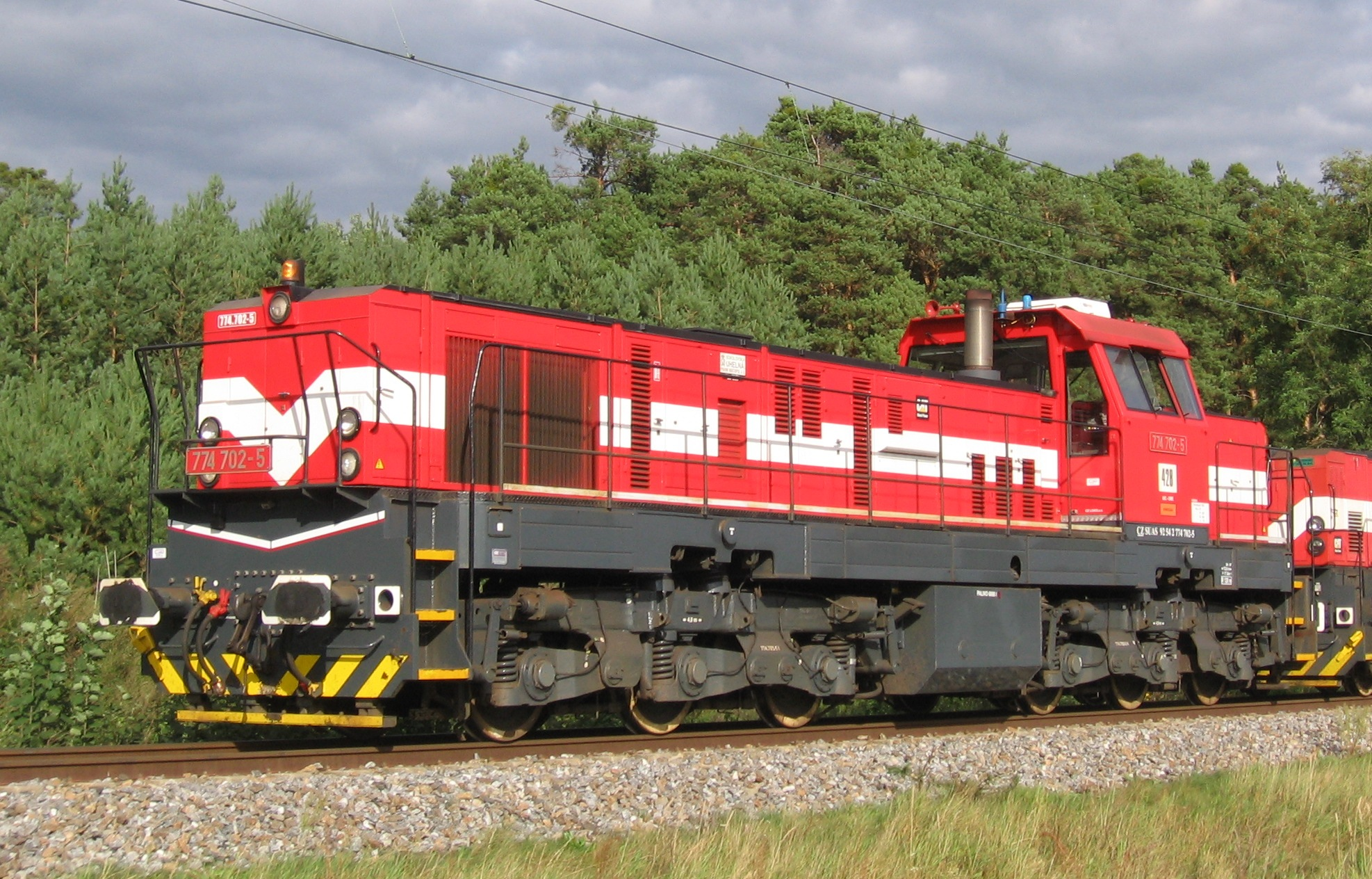
Тепловоз 774 702 железных дорог Чехии
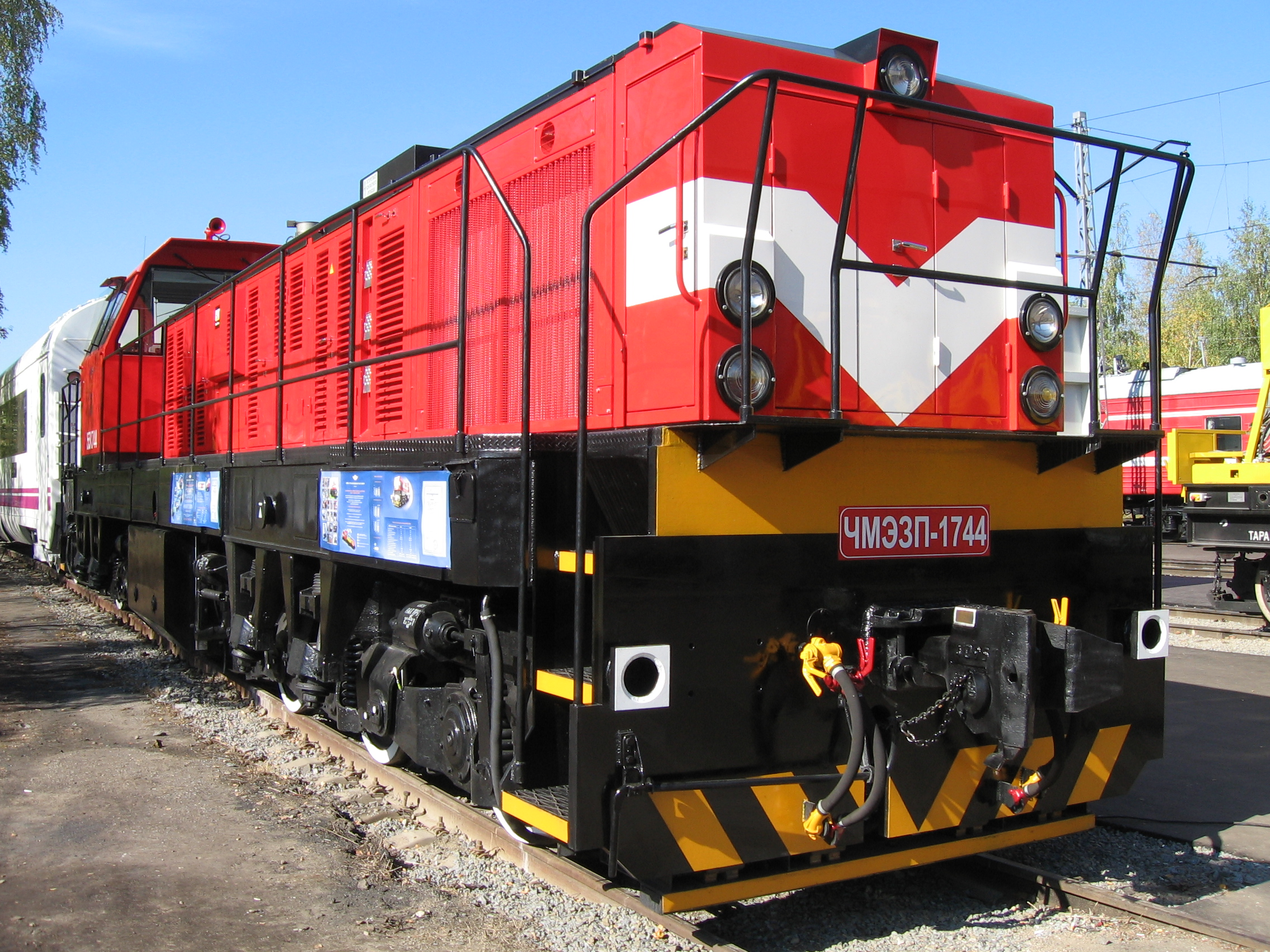
Тепловоз ЧМЭ3П-1744 железных дорог Украины на выставке Экспо 1520 в Щербинке
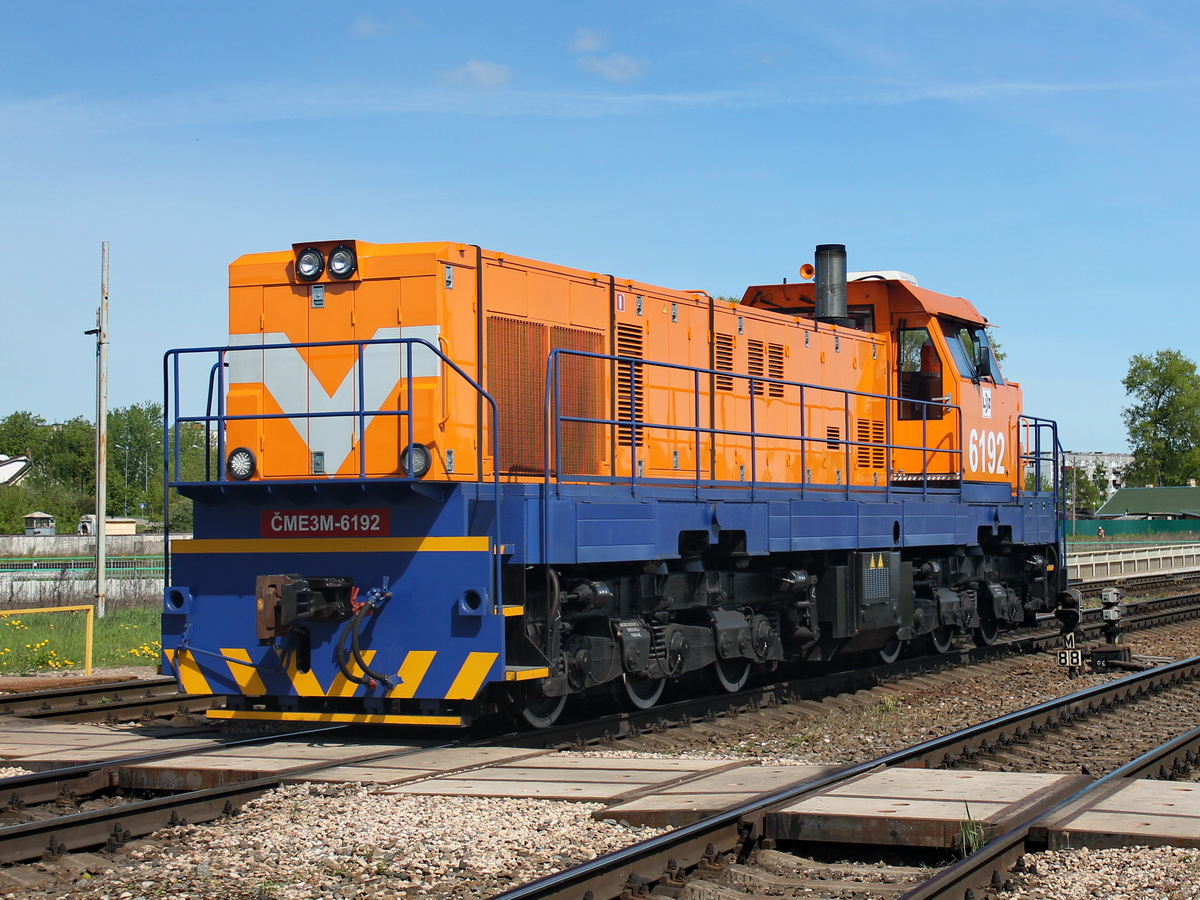
Тепловоз ЧМЭ3М-6192 железных дорог Латвии
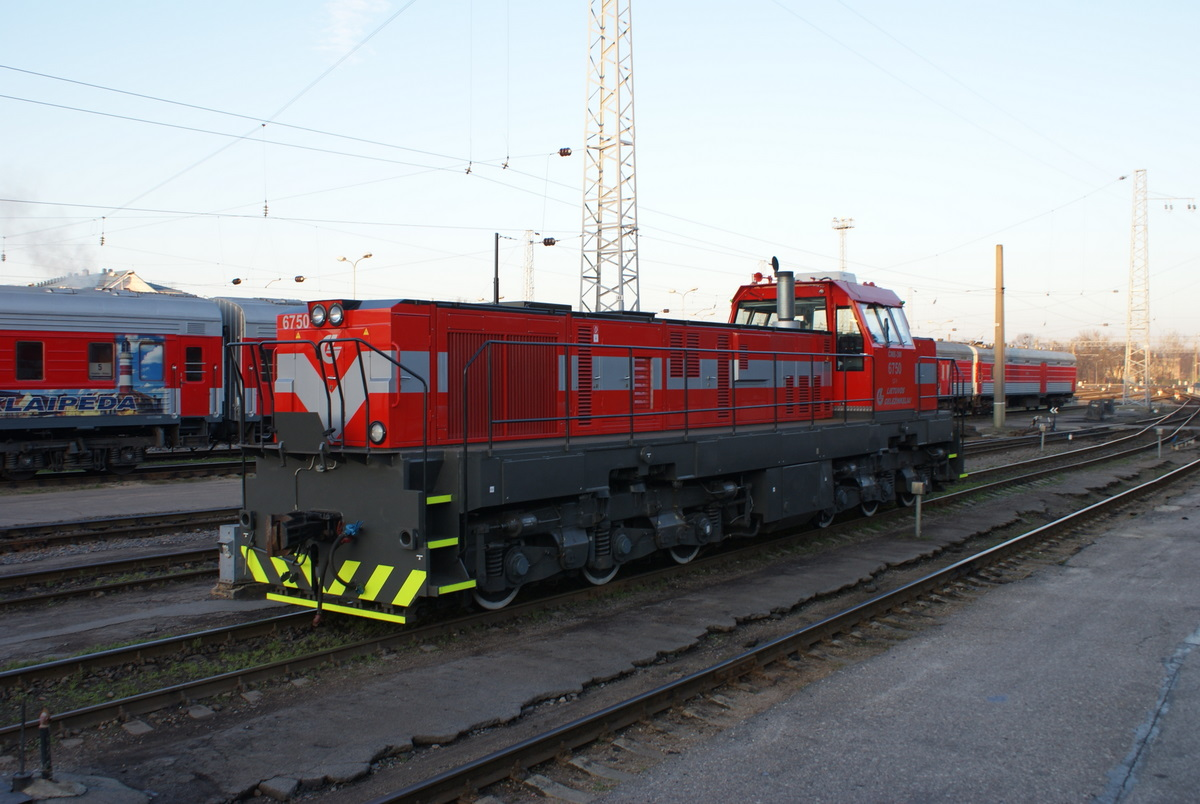
Тепловоз ЧМЭ3МЕ-6750 железных дорог Литвы
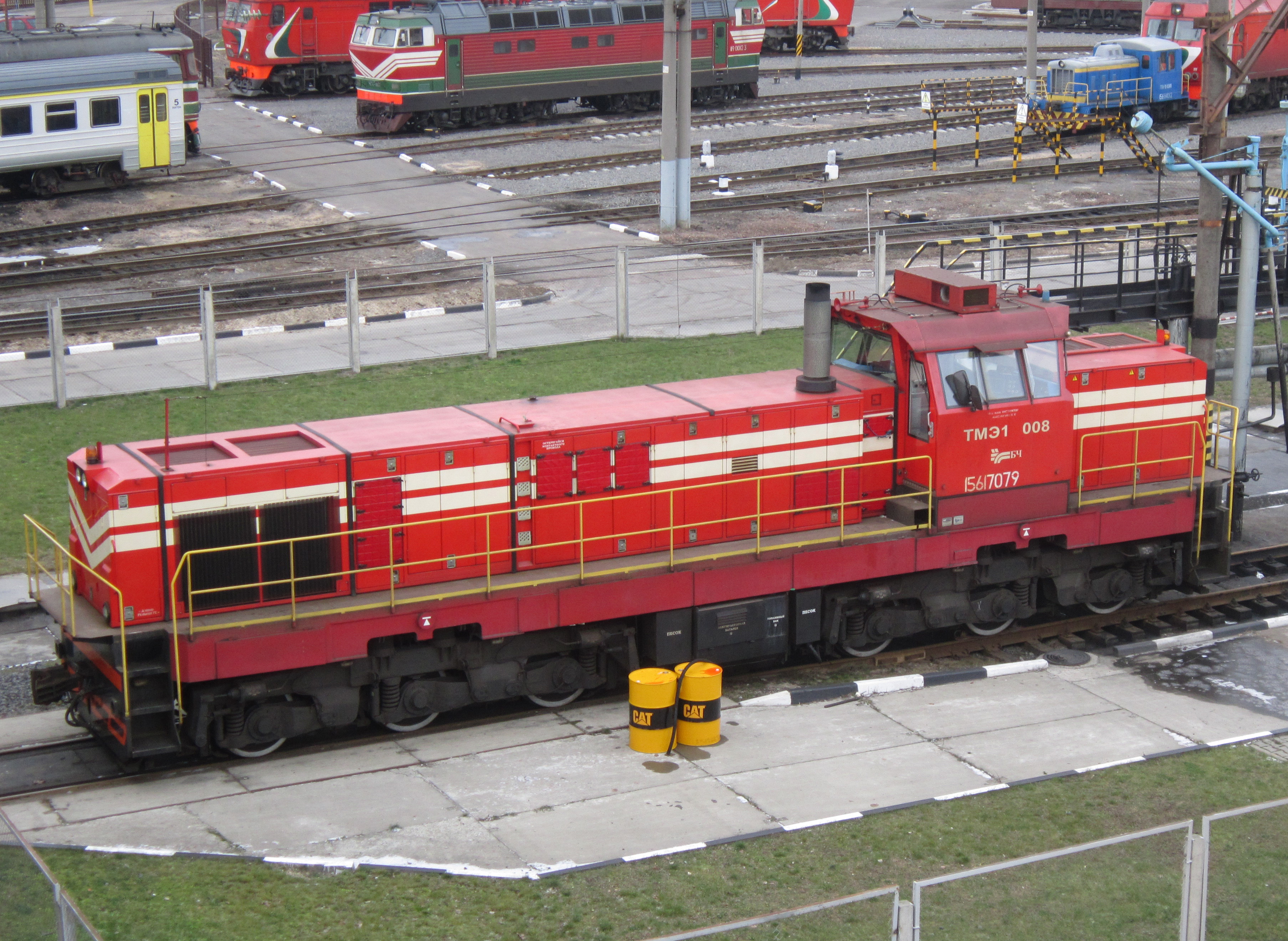
Тепловоз ТМЭ1-008 железных дорог Белоруссии в Минске
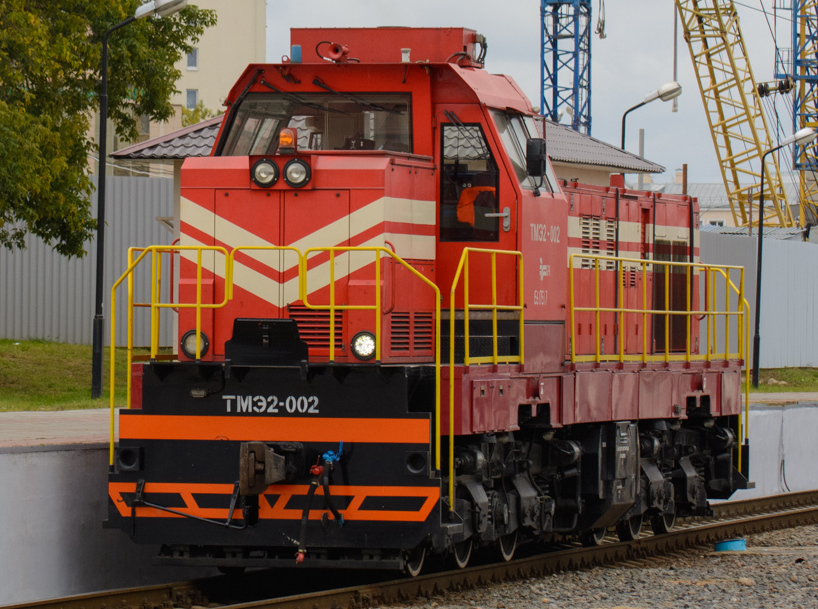
Тепловоз ТМЭ2-002 железных дорог Белоруссии, вид со стороны малого капота

Интерьер кабины ЧМЭ3М CZ LOKO
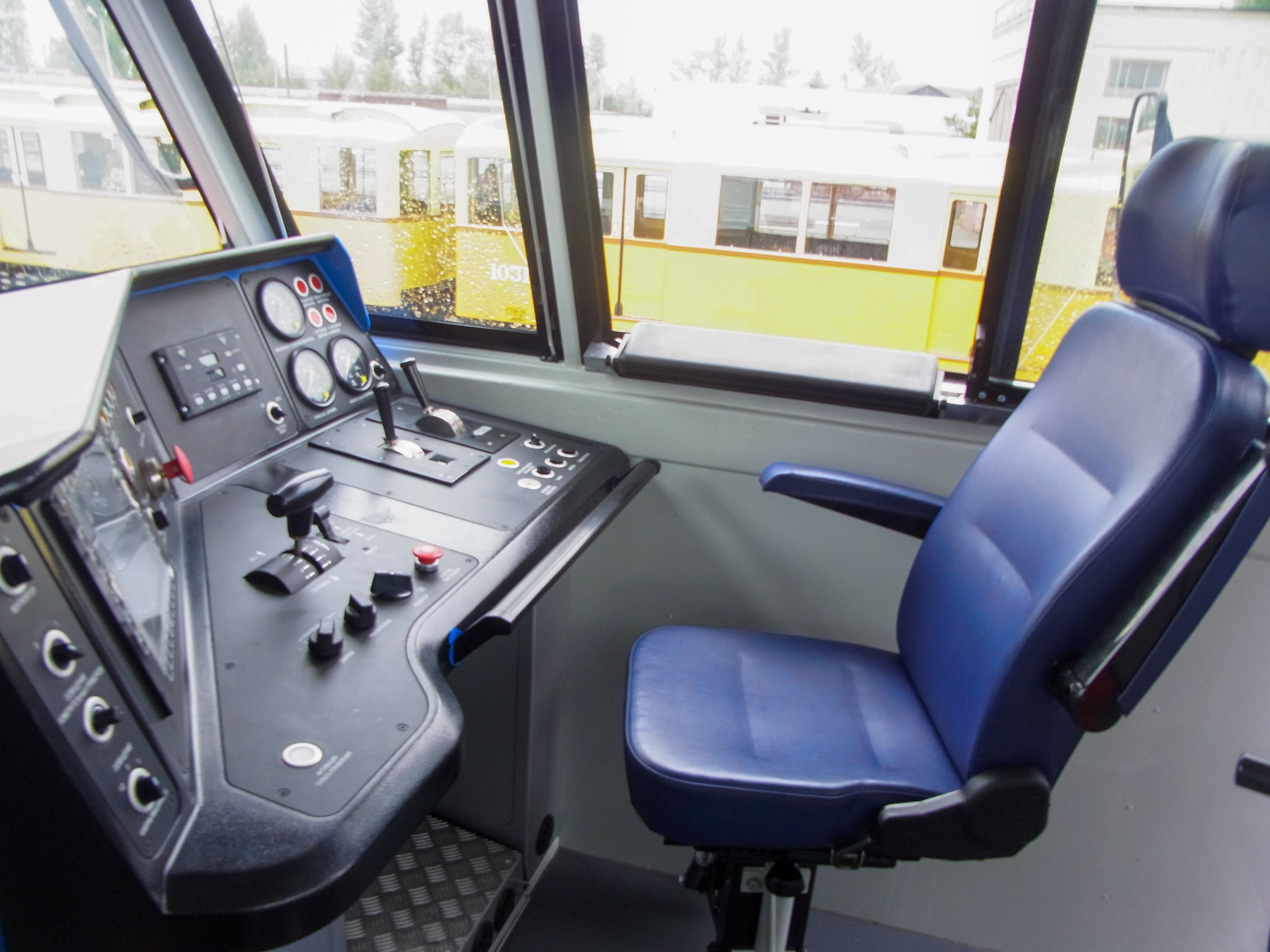
Кресло машиниста
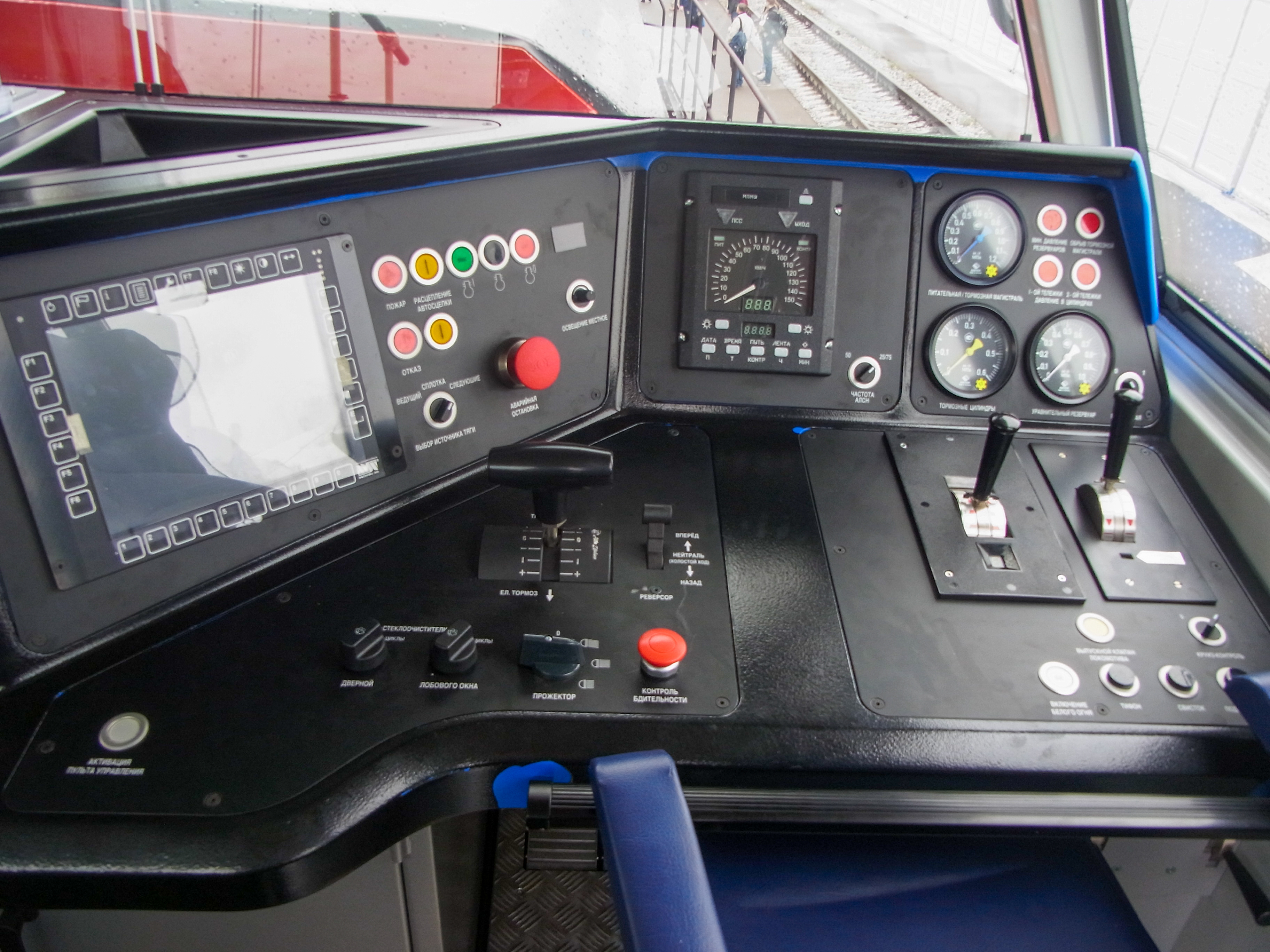
Пульт управления со стороны большого капота
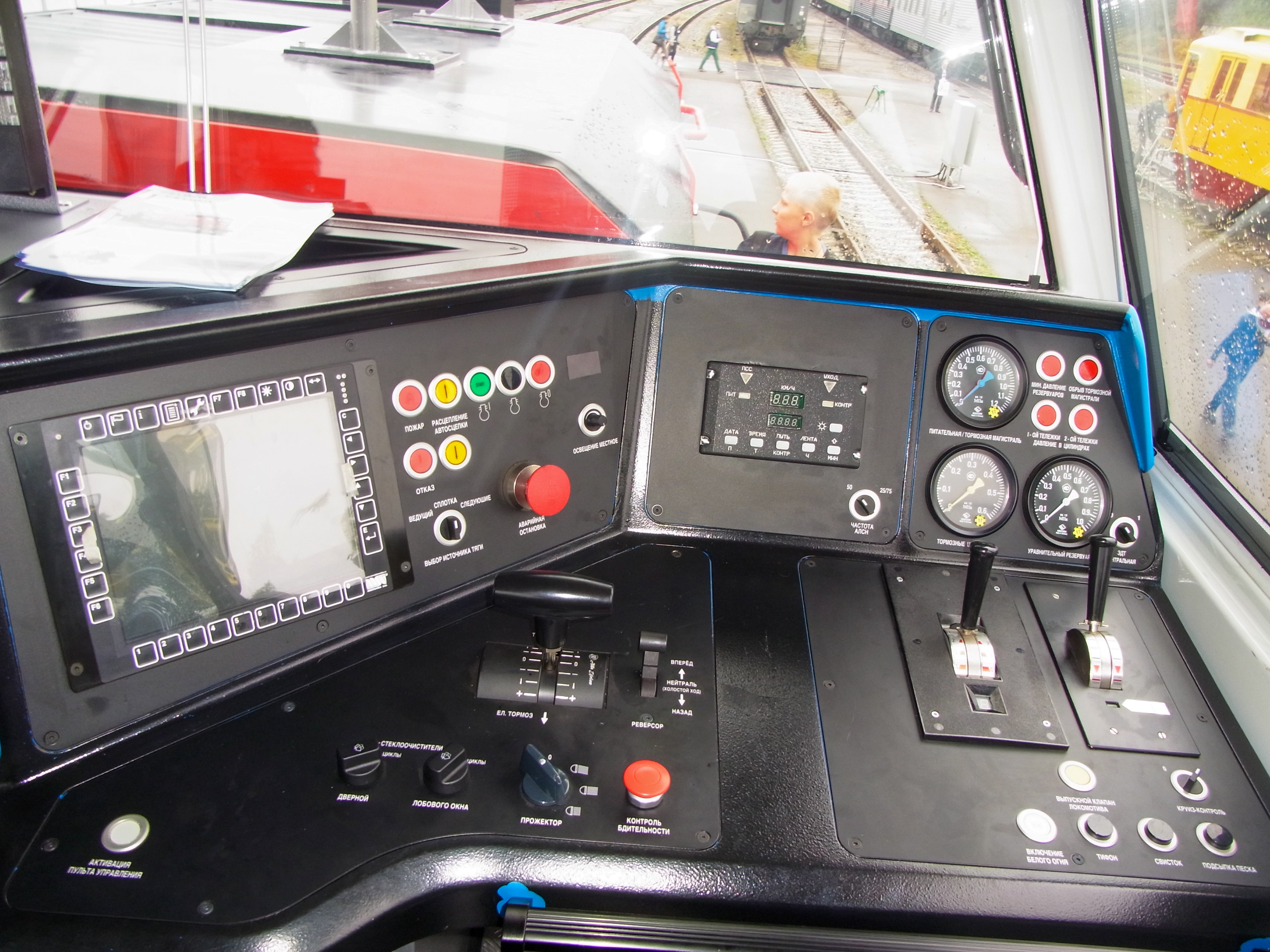
Пульт управления со стороны малого капота

### Аккумуляторные электровозы ЛАМ

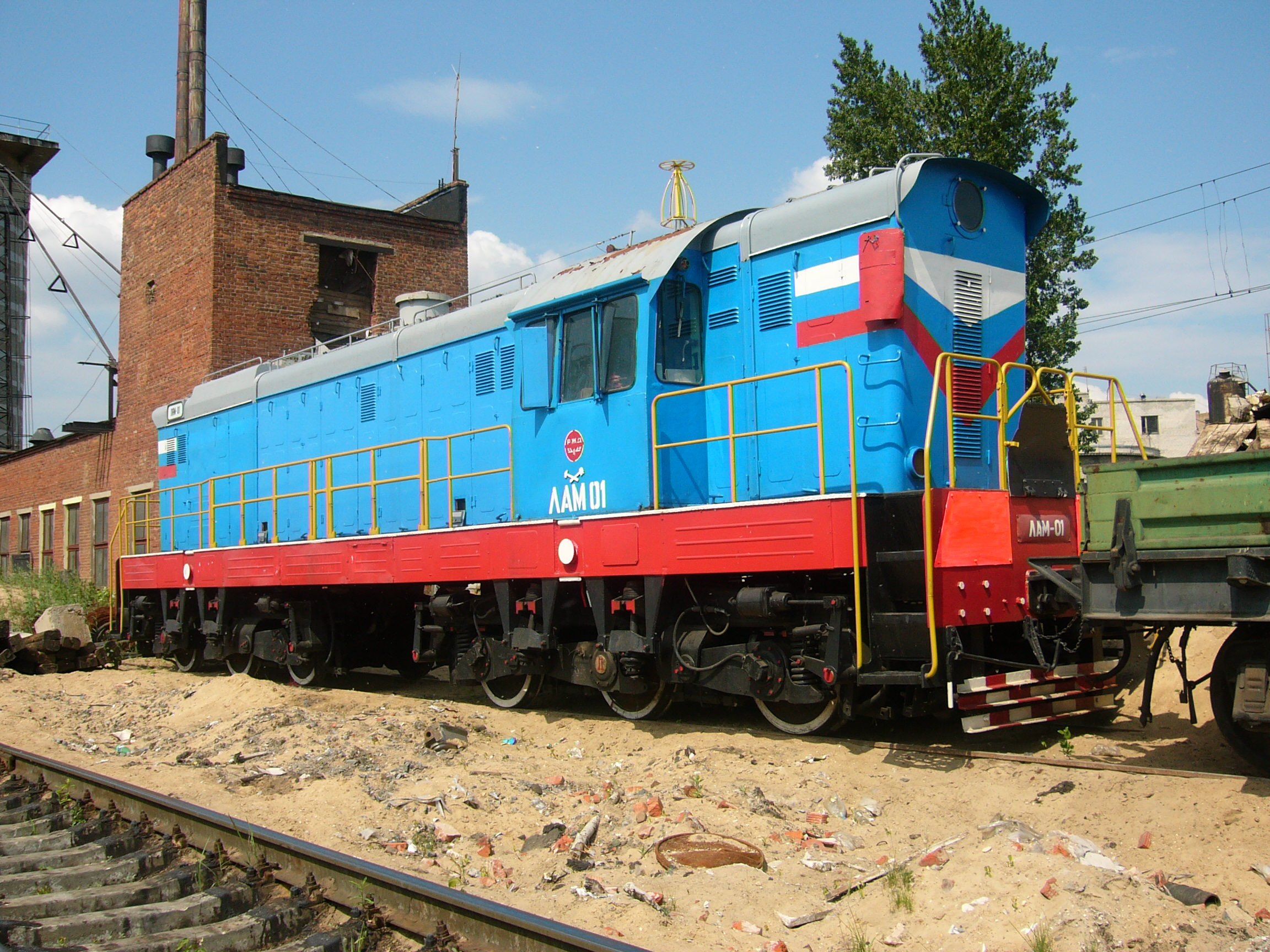
Аккумуляторный электровоз ЛАМ-01, полученный из ЧМЭ3-179

В 2003 году тепловозы ЧМЭ3-179 и ЧМЭ3-602 переоборудованы в аккумуляторные электровозы, получившие серию ЛАМ (локомотив аккумуляторный маневровый). Бывший ЧМЭ3-179 стал ЛАМ-01, другой тепловоз — ЛАМ-02. Электровоз типа ЛАМ был разработан Всероссийским научно-исследовательским конструкторско-технологическим институтом подвижного состава (ВНИКТИ) по заказу Московской железной дороги.

#### Конструкция
Электровоз модернизирован на базе тепловоза серии ЧМЭЗ. При этом было сохранено основное оборудование тормозной системы (компрессор, датчики давления, контрольно-измерительные приборы, трубопроводы, воздухораспределитель, краны машиниста и т. д.). Гидромеханический редуктор привода компрессора был заменён электродвигателем постоянного тока.
Силовая установка со всеми относящимися к дизелю системами и часть электрооборудования с тепловоза были демонтированы. Оставлено лишь то электрооборудование, которое используется в схеме электровоза: тяговые электродвигатели, реверсор, контроллер машиниста, приборы освещения, защиты, сигнализации и связи. На освободившемся месте были размещены пять щелочных никель-кадмиевых аккумуляторных батарей — четыре тяговые и одна для собственных нужд. Аккумуляторный отсек изолирован от остальной части кузова, имел теплоизоляцию и был оснащён системой принудительной вытяжной вентиляции.
Пульт машиниста был смещён с разворотом к фронтальной плоскости кабины. В верхней части пульта располагалась панель, на которой отображалась информация о заданной и фактической позициях контроллера машиниста, остаточной ёмкости тяговых батарей и батареи собственных нужд, температуре воздуха в аккумуляторном отсеке и текущей скорости движения локомотива. Имелась световая индикация технического состояния батарей и их режимов работы. Локомотив был снабжён пультом дистанционного управления.

### Моторные бустерные секции

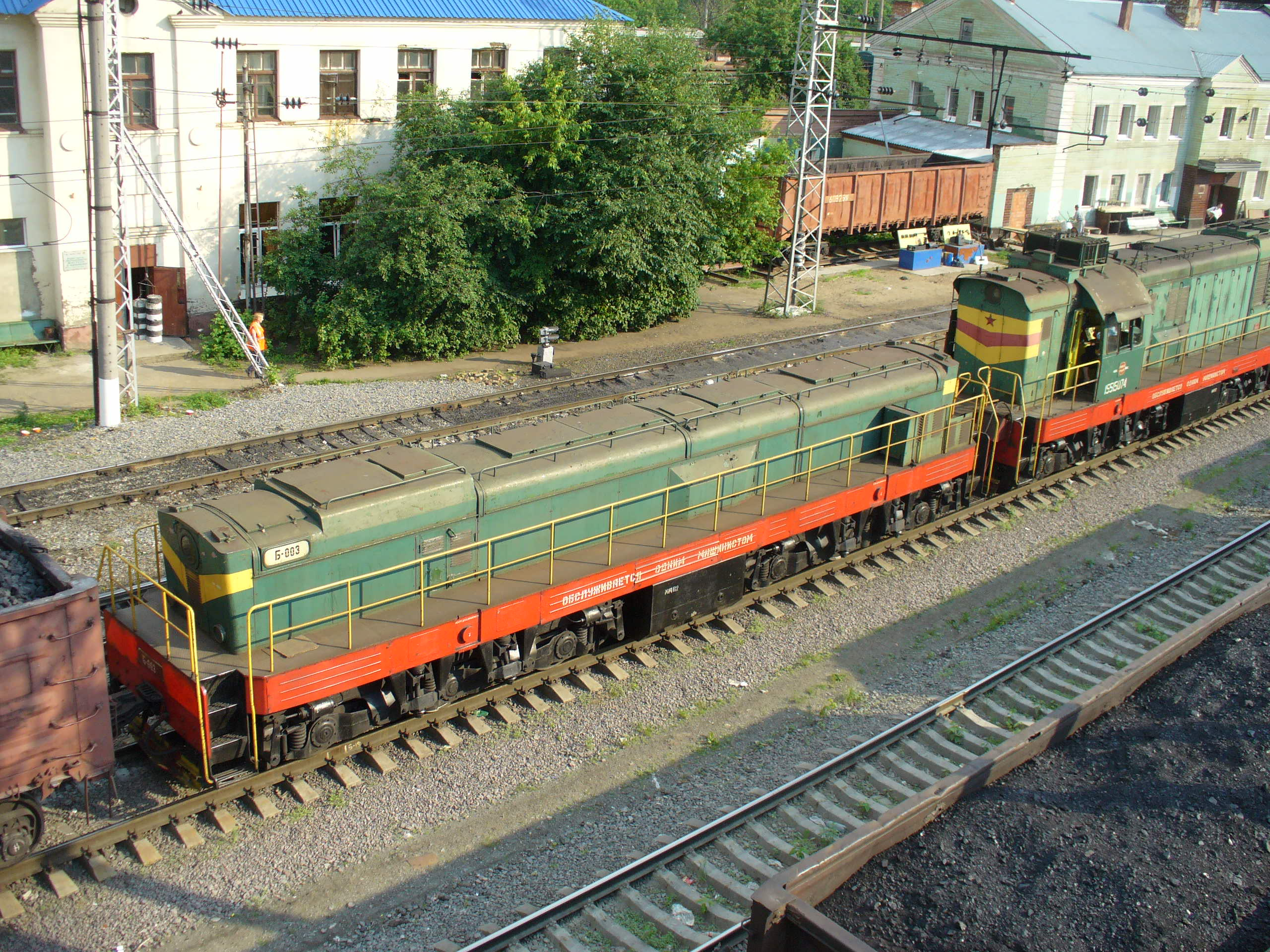
Моторная бустерная секция Б-003 на базе ЧМЭ3 в сцепе с полноценным тепловозом ЧМЭ3

Некоторые тепловозы ЧМЭ3 в процессе эксплуатации были разукомплектованы и переоборудованы в моторные бустерные секции без собственной силовой установки для работы в паре с полноценными тепловозами. При переоборудовании с этих тепловозов полностью ликвидировалась кабина машиниста, дизель-генератор и другое вспомогательное оборудование, а высота капота занижалась примерно в два раза для улучшения обзора машинисту сцепленного с бустерной секцией тепловоза, прожектора и крыша переносились на более низкий уровень, дверцы машинных отсеков по бокам ликвидировались, а в оставшуюся часть кузова с целью сохранения осевой нагрузки догружался балласт. При этом у локомотива сохранялись рама, тяговые электродвигатели и топливные баки. Бустерные секции при работе соединялись электрическими кабелями с полноценным тепловозом ЧМЭ3 с целью увеличения сцепного веса и тягового усилия другого тепловоза при маневровой работе с длинными и тяжёлыми составами на низких скоростях, что позволяло за счёт увеличения числа тяговых электродвигателей вдвое более эффективно использовать мощность дизеля тепловоза. при более полном использовании мощности его дизеля. Дизайн бустерных секций сохранял дизайн оригинальных тепловозов. В большинстве случаев после переоборудования сохраняли обозначение оригинального локомотива, но в некоторых случаях обозначение на табличках менялось на Б-00N. Кроме того, фирмой CZLOKO для железных дорог Латвии было модернизировано две бустерные секции ЧМЭ3МБ для совместной работы с тепловозами ЧМЭ3М, которые повторяли их дизайн и имели одинаковую высоту капота (у ЧМЭ3М капот занижен относительно кабины). Эти секции получили номера 01 и 02.

## Ремонтные заводы
- Даугавпилсский локомотиворемонтный завод
- Мичуринский локомотиворемонтный завод
- Оренбургский локомотиворемонтный завод
- Полтавский тепловозоремонтный завод
- Днепровский тепловозоремонтный завод
- Кушмурунский локомотиворемонтный завод

## Фотографии

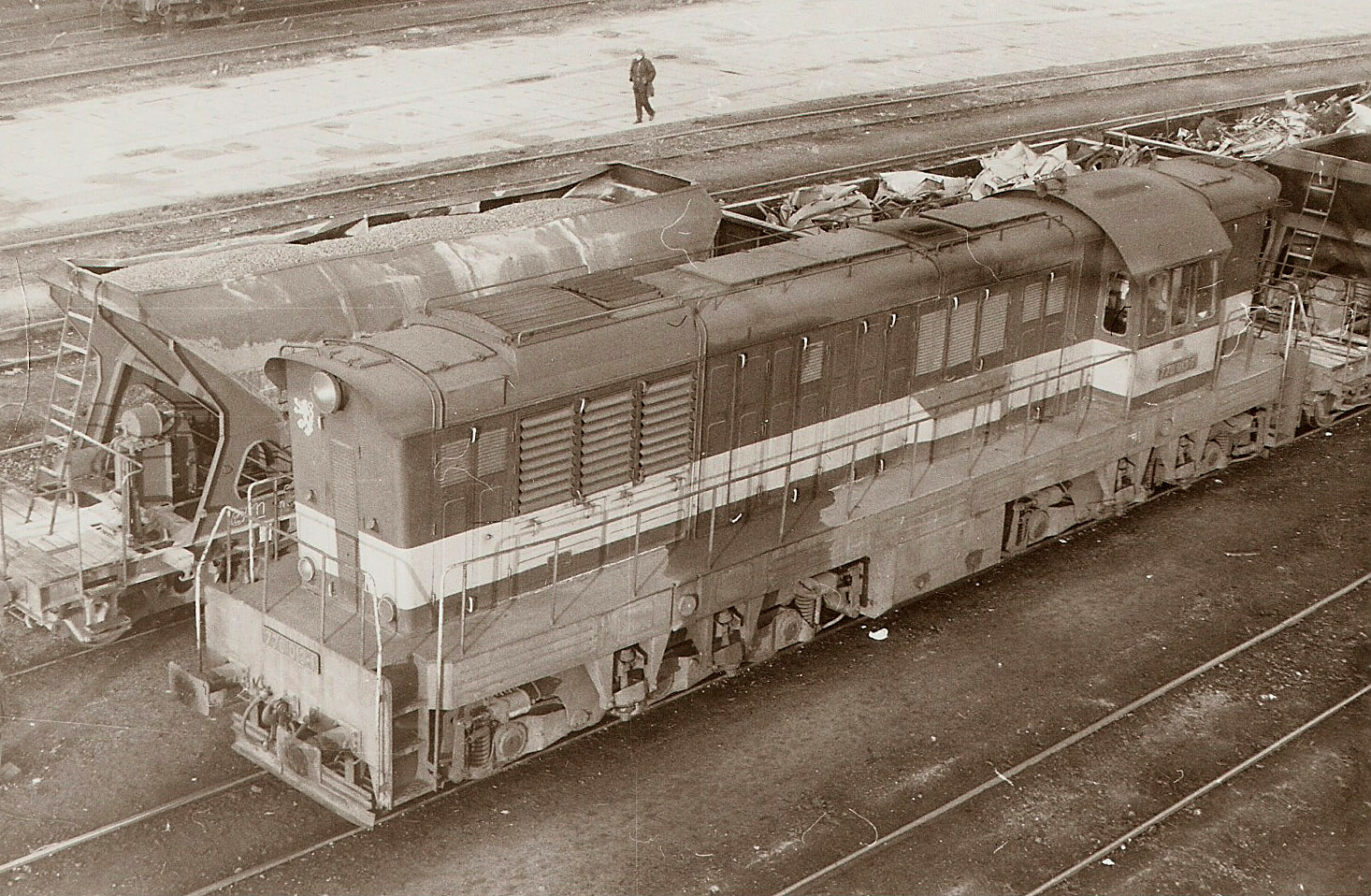
Тепловоз ČSD 770.013 на станции Прага-Смихов, 1991 год
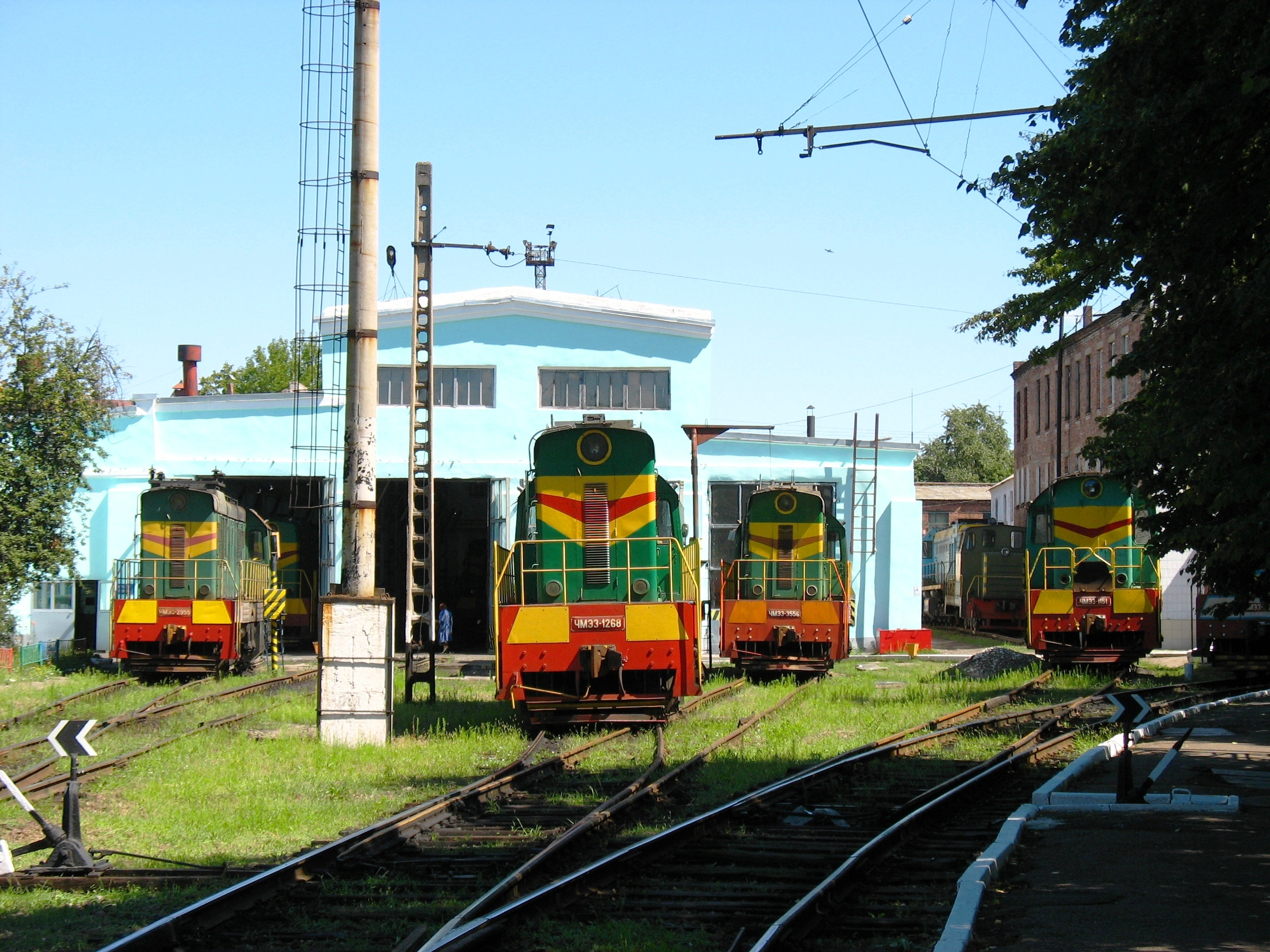
Тепловозы ЧМЭ3 в депо Славянск
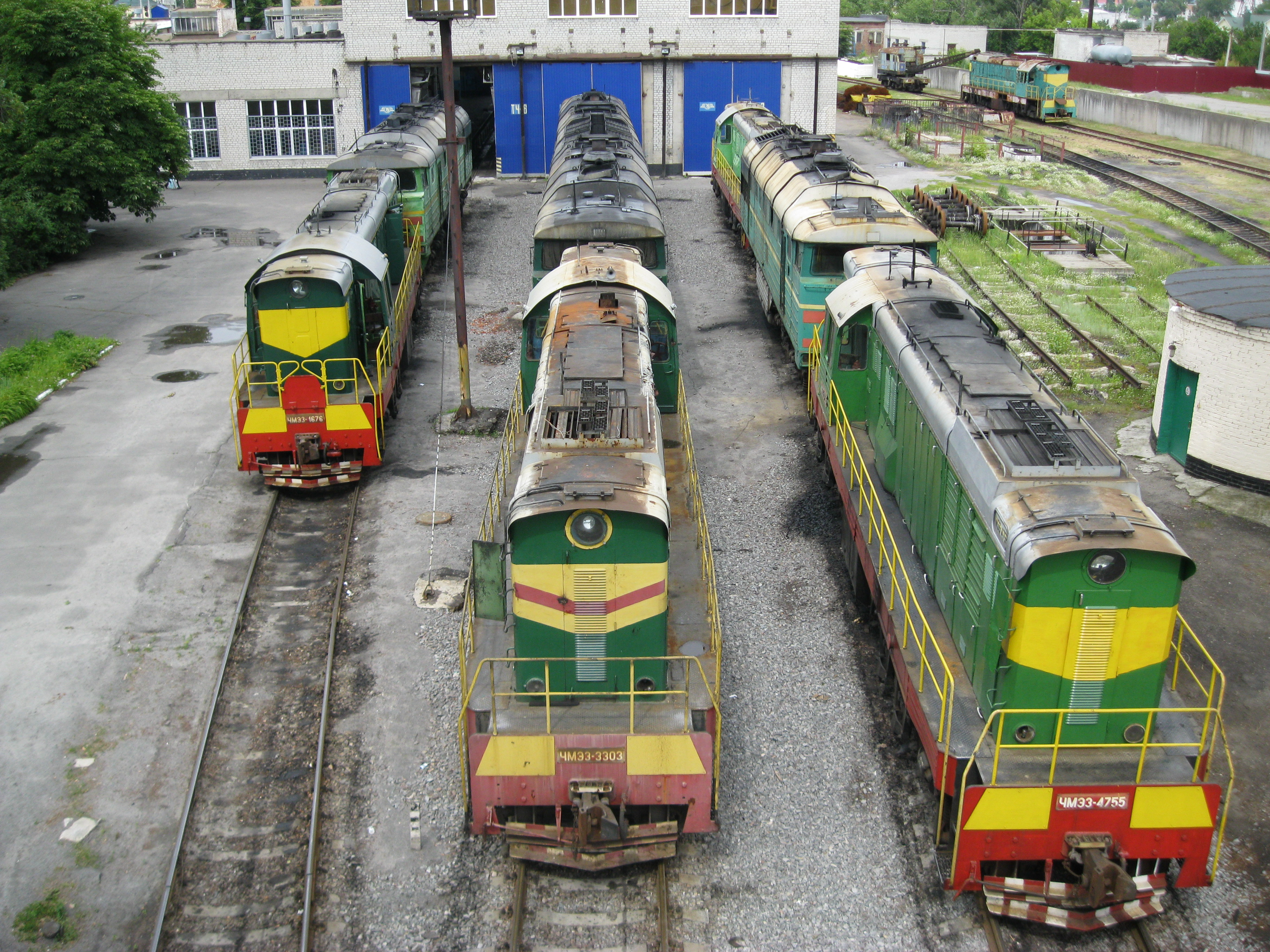
Тепловозы ЧМЭ3 в депо Кременчуг
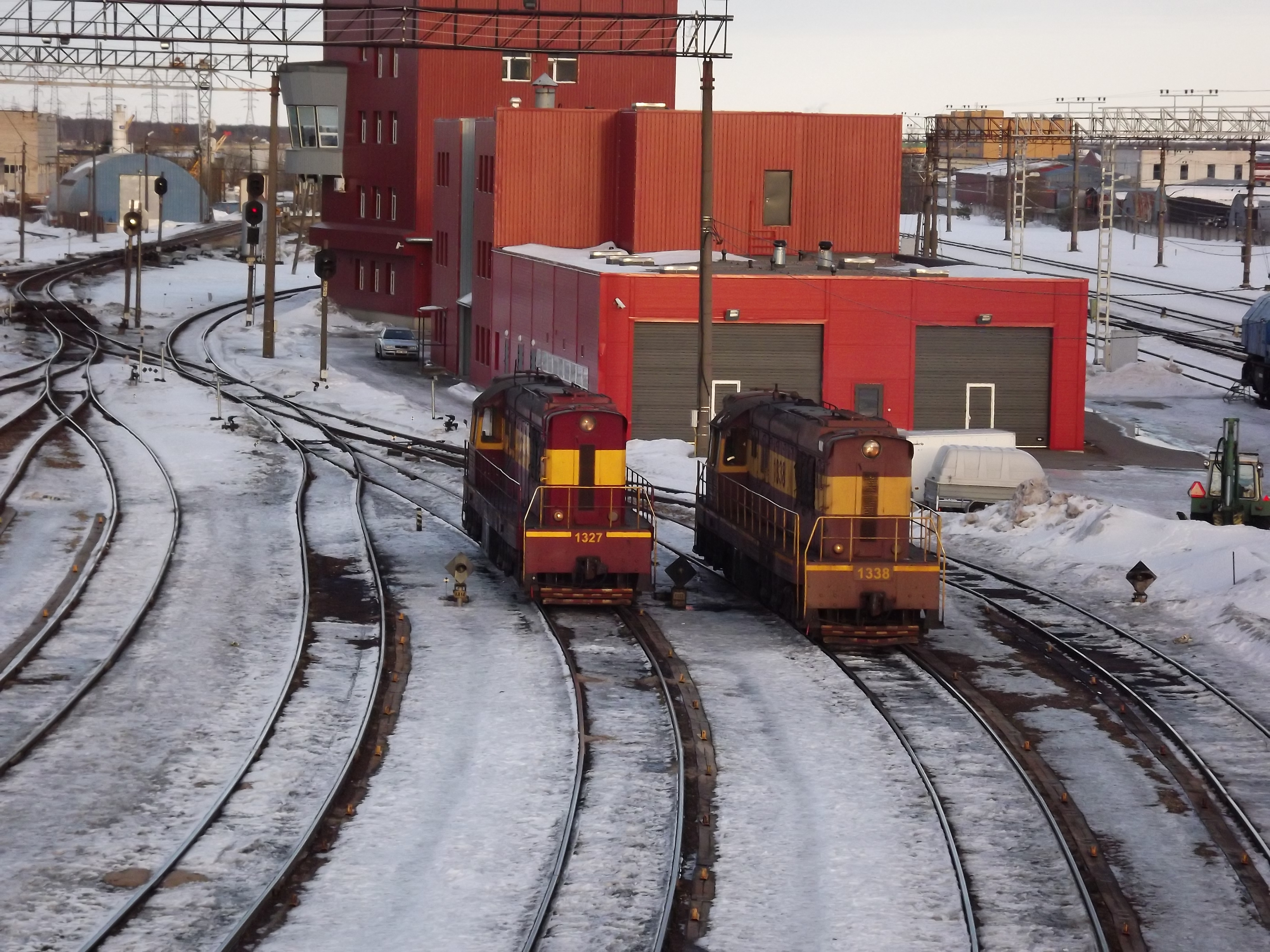
ЧМЭ3 с номерами EVR 13XX (Эстония)
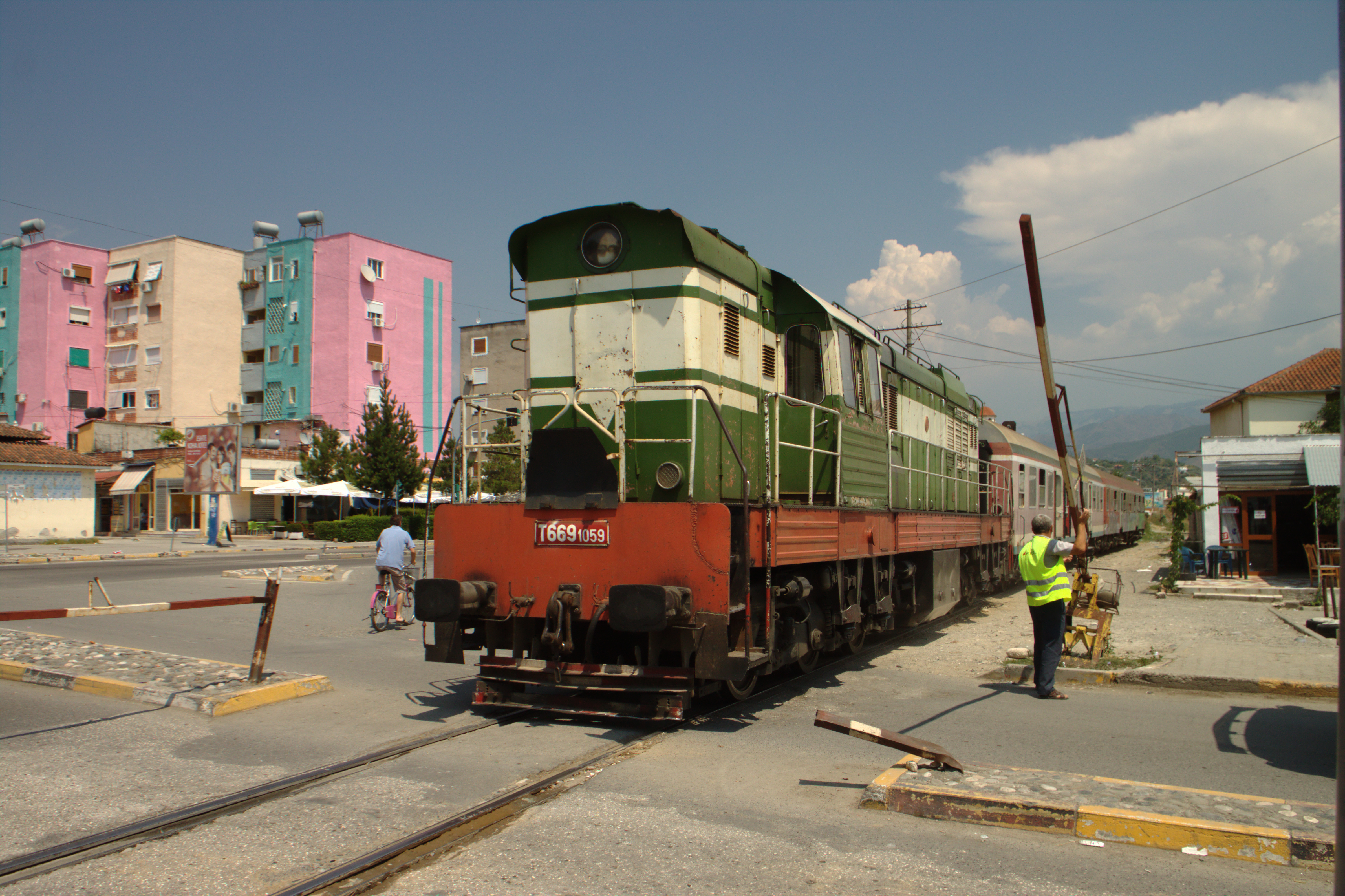
ЧМЭ3/T669, Албания
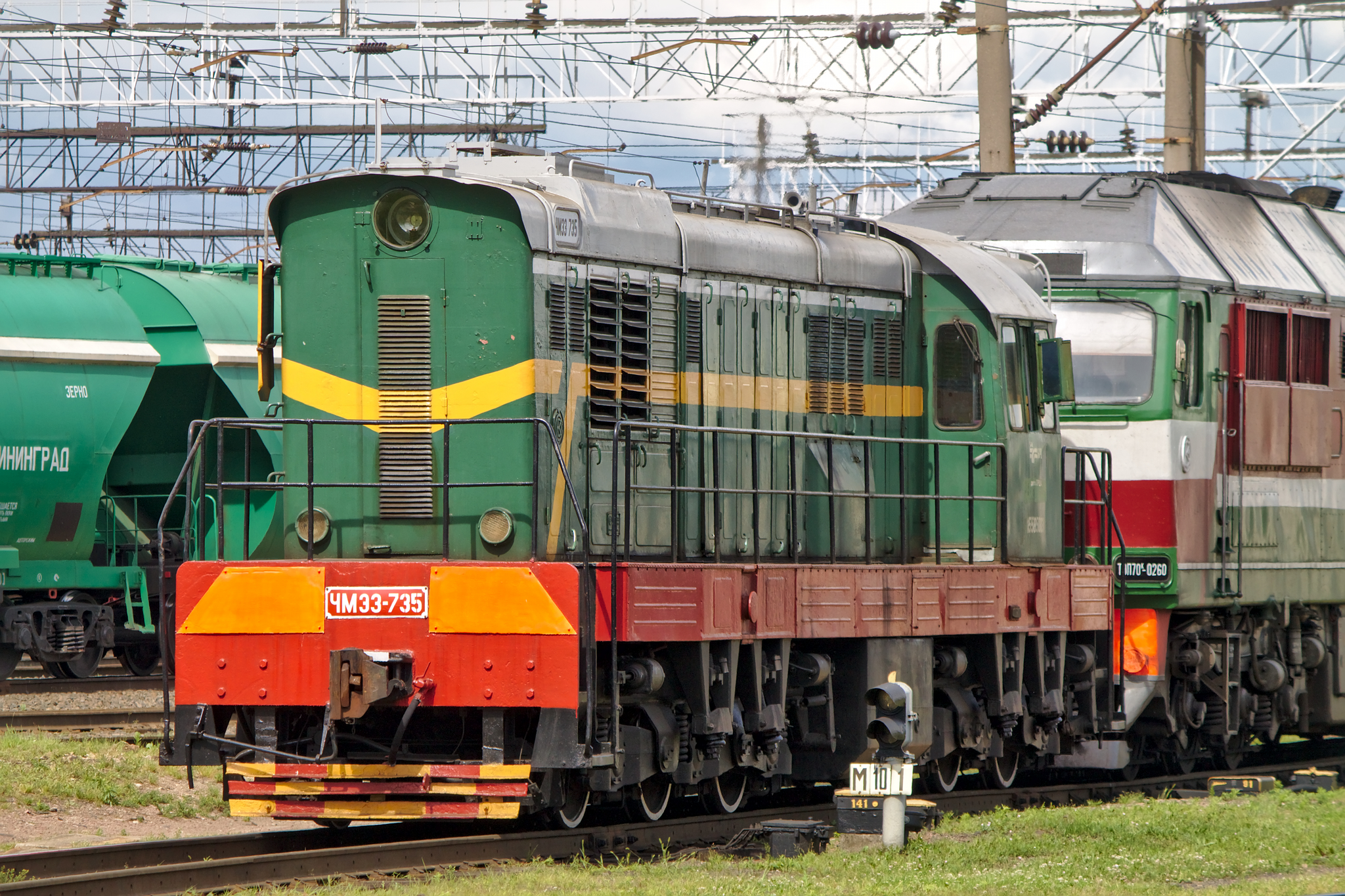
ЧМЭ3-735, Беларусь
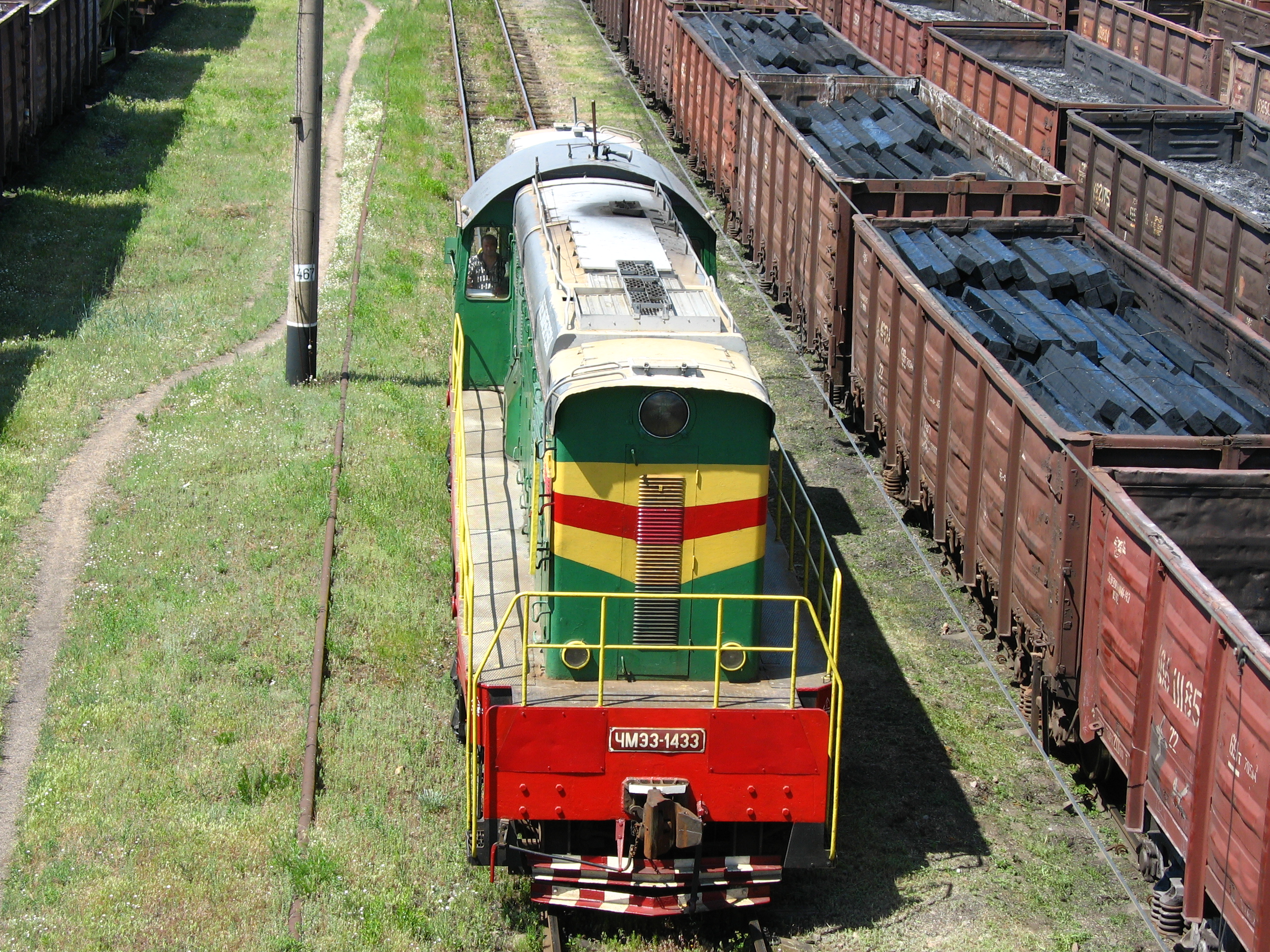
ЧМЭ3-1433, Нижнеднепровск-Узел
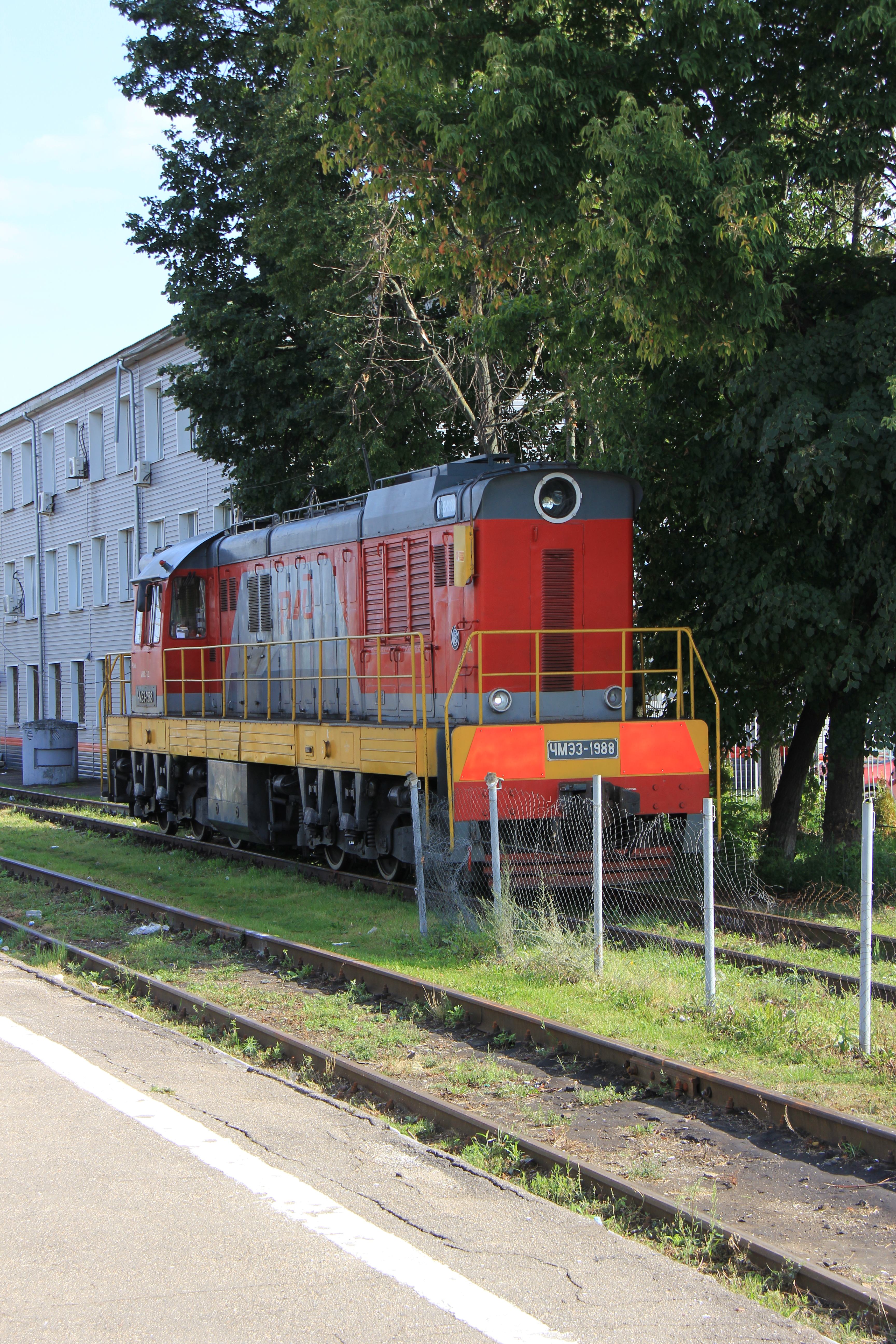
Тепловоз ЧМЭ3-1988 на станции Голутвин в корпоративной окраске ОАО «РЖД». Вид со стороны большого капота.
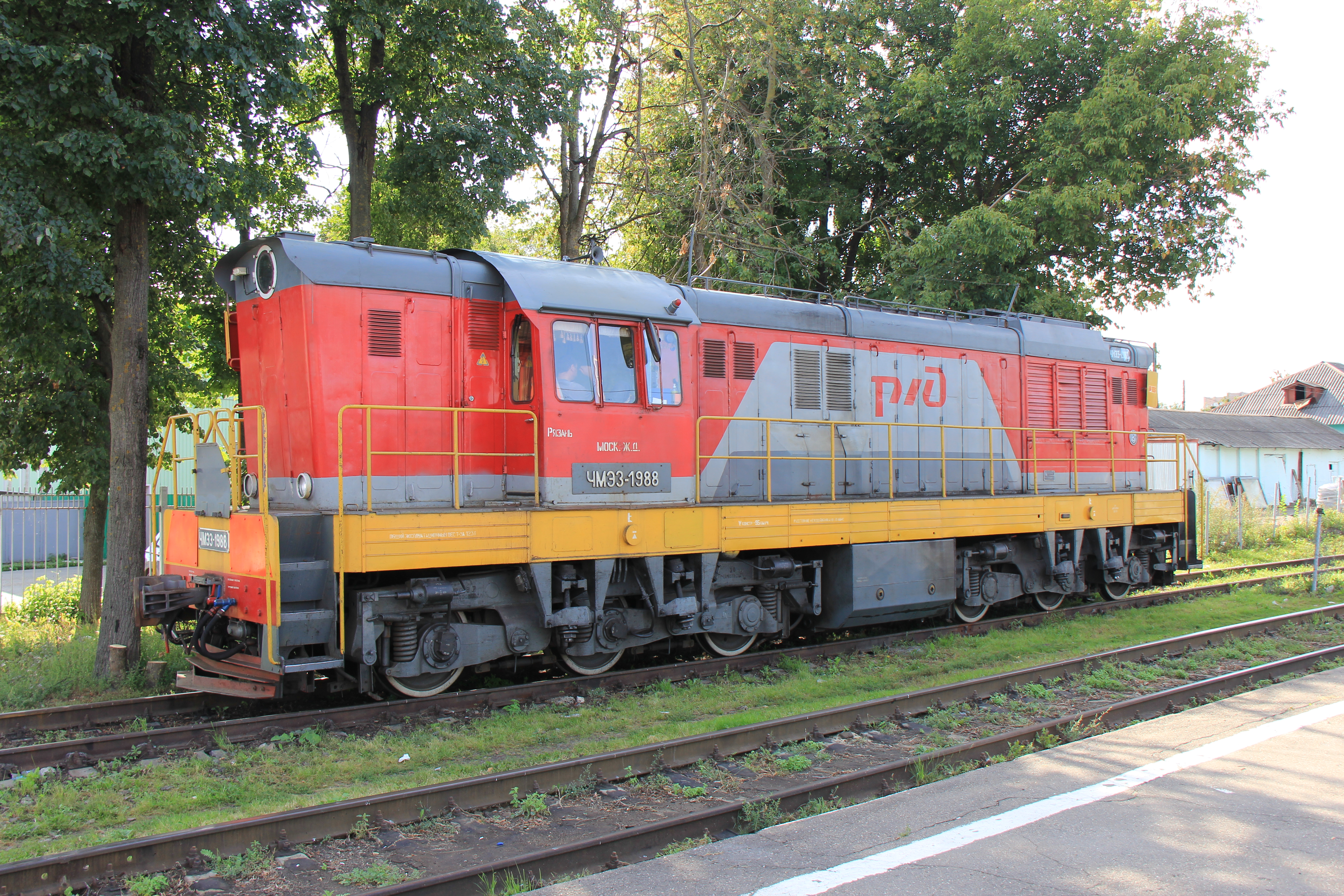
Тепловоз ЧМЭ3-1988 на станции Голутвин в корпоративной окраске ОАО «РЖД». Вид со стороны малого капота.
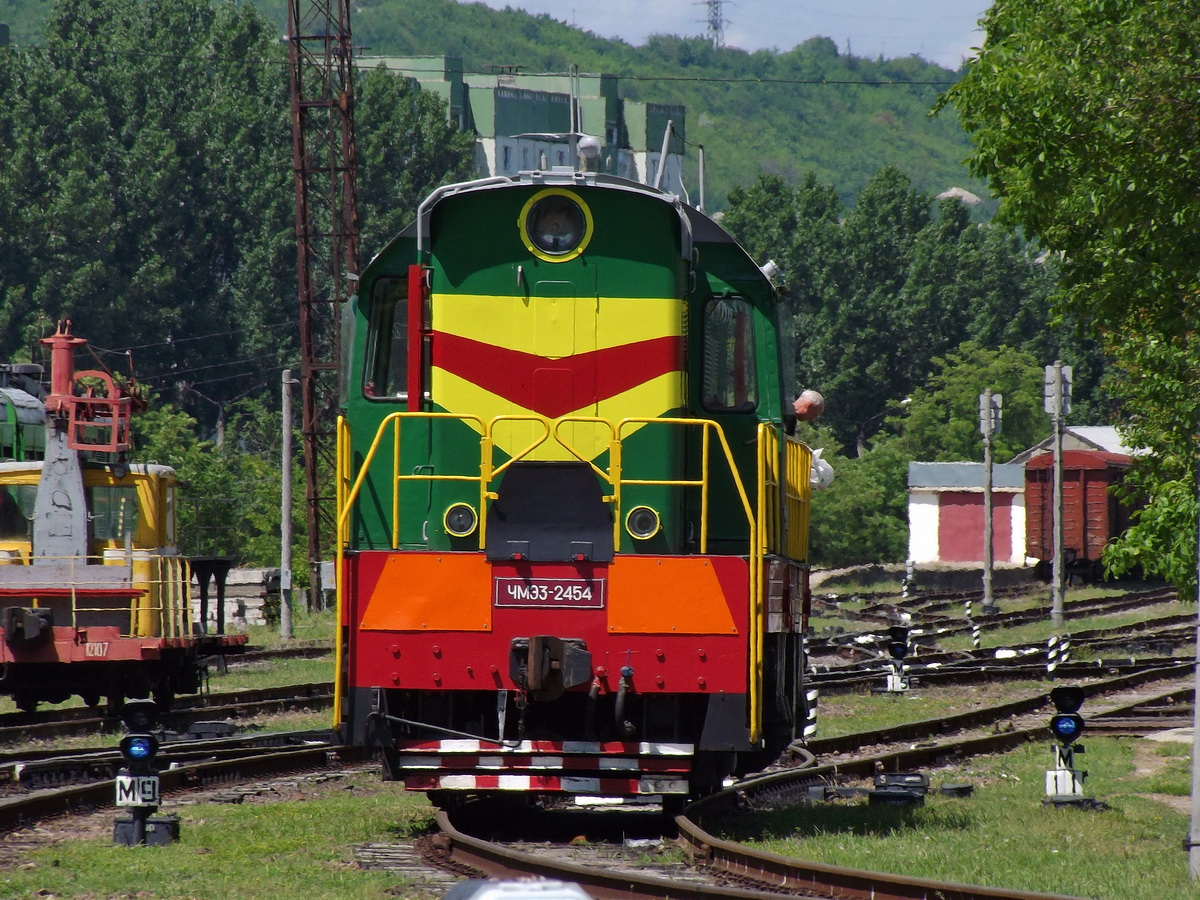
ЧМЭ3-2454, Приднестровская железная дорога
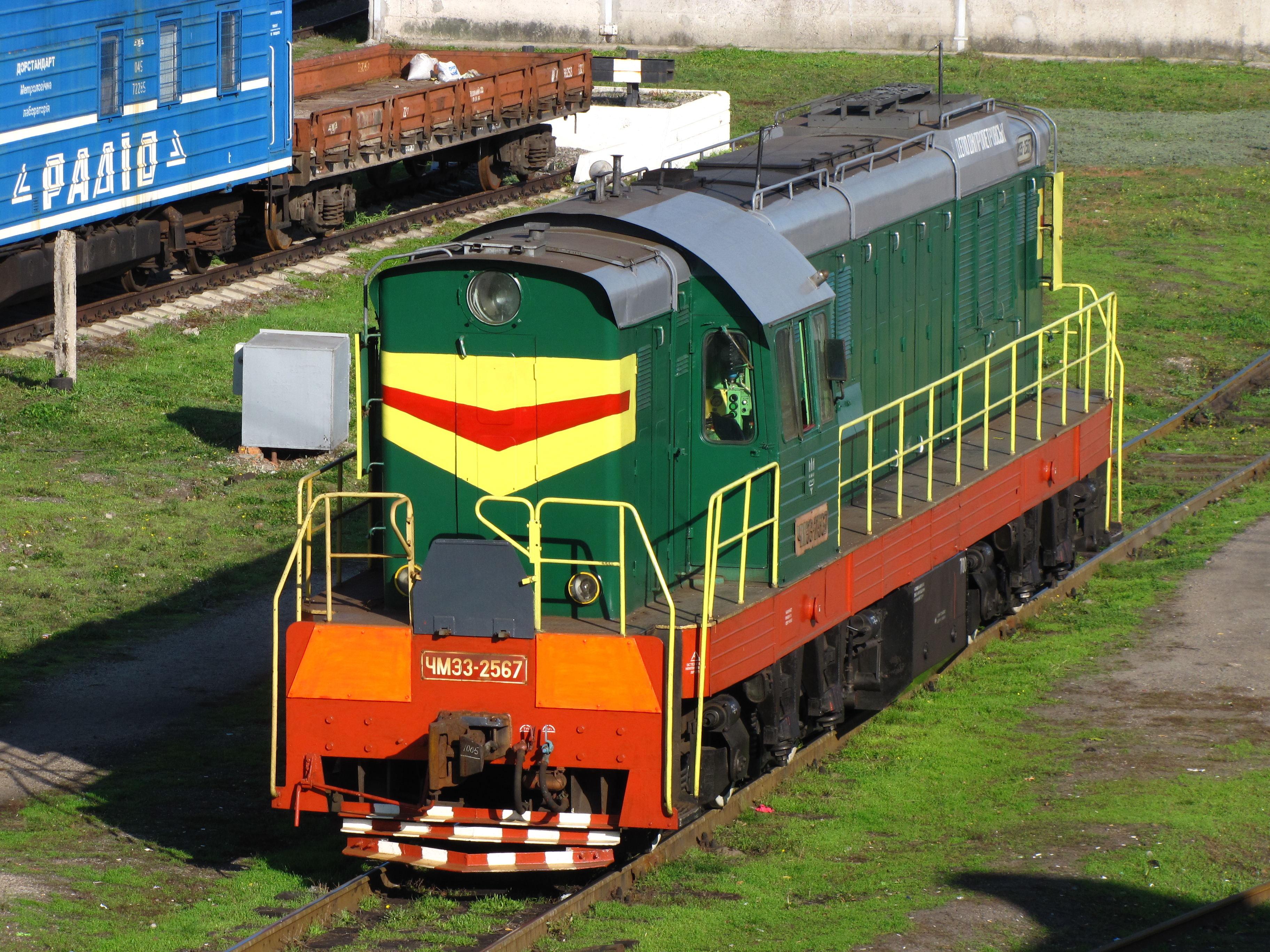
Тепловоз ЧМЭ3-2567 на станции Днепр-Главный со стороны малого капота
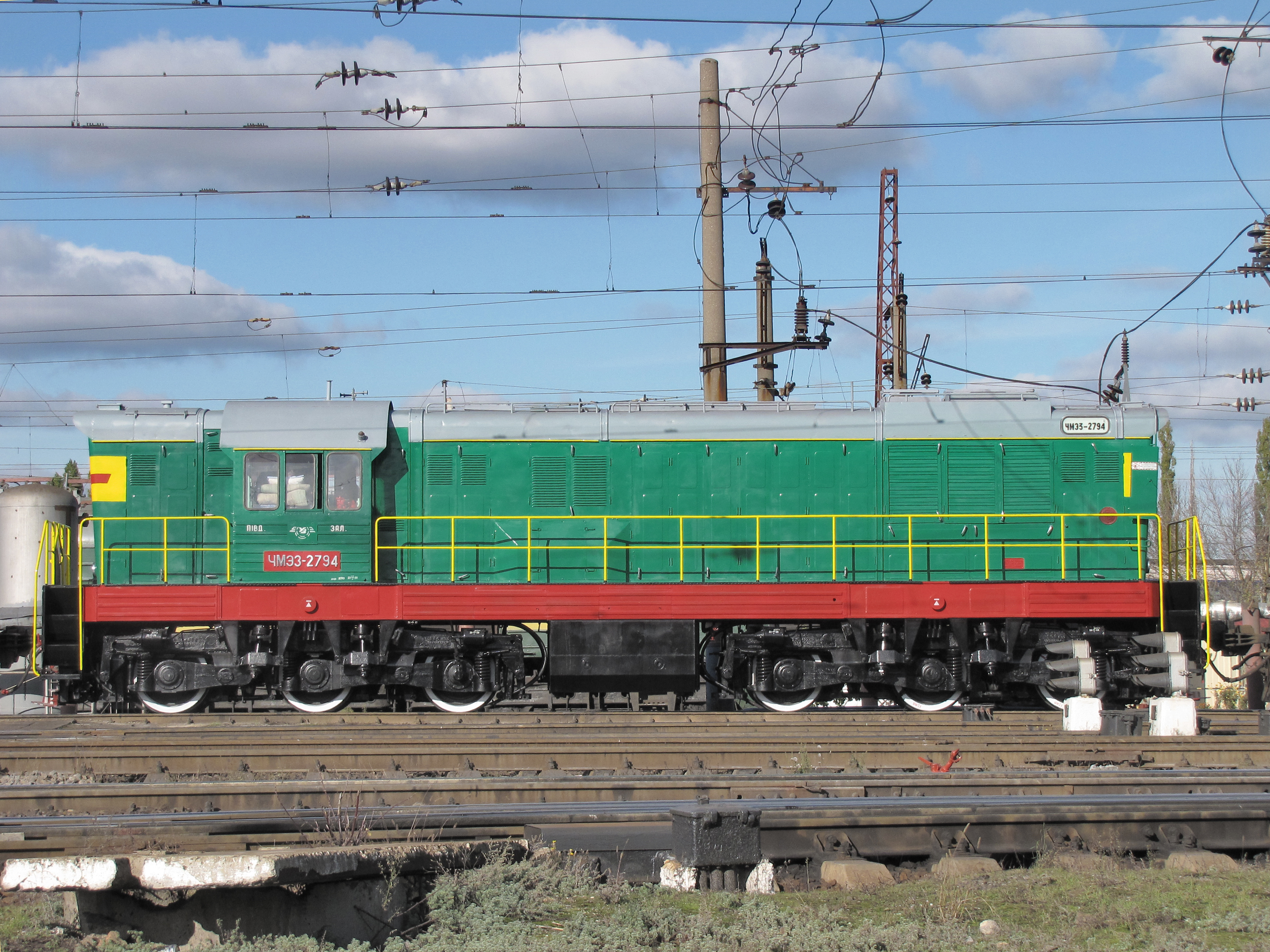
ЧМЭ3-2794 (вид сбоку), Нижнеднепровск-Узел